# Episodi di Supernatural (decima stagione)

Logo della decima stagione

La decima stagione della serie televisiva Supernatural, composta da 23 episodi e divisa in due parti, è stata trasmessa in prima visione negli Stati Uniti da The CW dal 7 ottobre 2014 al 20 maggio 2015. In questa stagione Mark Sheppard entra nel cast principale della serie.
In Italia la stagione è trasmessa in prima visione da Rai 4 dal 2 giugno 2016.
Gli antagonisti principali della stagione sono Rowena, la famiglia Styne, Caino e Dean trasformatosi in un cavaliere dell'inferno.
| n° | Titolo originale           | Titolo italiano             | Prima TV USA     | Prima TV Italia |
| -- | -------------------------- | --------------------------- | ---------------- | --------------- |
| 1  | Black                      | L'anima nera di Dean        | 7 ottobre 2014   | 2 giugno 2016   |
| 2  | Reichenbach                | Le Cascate Reichenbach      | 14 ottobre 2014  | 2 giugno 2016   |
| 3  | Soul Survivor              | Anima e sangue              | 21 ottobre 2014  | 9 giugno 2016   |
| 4  | Paper Moon                 | Luna di carta               | 28 ottobre 2014  | 16 giugno 2016  |
| 5  | Fan Fiction                | Fan Fiction                 | 11 novembre 2014 | 16 giugno 2016  |
| 6  | Ask Jeeves                 | I fratelli in giallo        | 18 novembre 2014 | 23 giugno 2016  |
| 7  | Girls, Girls, Girls        | Ragazze, ragazze, ragazze   | 25 novembre 2014 | 23 giugno 2016  |
| 8  | Hibbing 911                | Raduno di sceriffi          | 2 dicembre 2014  | 30 giugno 2016  |
| 9  | The Things We Left Behind  | Le cose lasciate in sospeso | 9 dicembre 2014  | 30 giugno 2016  |
| 10 | The Hunter Games           | I giochi del cacciatore     | 20 gennaio 2015  | 7 luglio 2016   |
| 11 | There's No Place Like Home | Nessun posto è come casa    | 27 gennaio 2015  | 7 luglio 2016   |
| 12 | About a Boy                | Un gioco da ragazzi         | 3 febbraio 2015  | 14 luglio 2016  |
| 13 | Halt & Catch Fire          | Connessioni mortali         | 10 febbraio 2015 | 14 luglio 2016  |
| 14 | The Executioner's Song     | Il canto del boia           | 17 febbraio 2015 | 21 luglio 2016  |
| 15 | The Things They Carried    | Il parassita                | 18 marzo 2015    | 21 luglio 2016  |
| 16 | Paint It Black             | Il dipinto maledetto        | 25 marzo 2015    | 28 luglio 2016  |
| 17 | Inside Man                 | Il basista                  | 1º aprile 2015   | 28 luglio 2016  |
| 18 | Book of the Damned         | Il libro dei dannati        | 15 aprile 2015   | 4 agosto 2016   |
| 19 | The Werther Project        | Il progetto Werther         | 22 aprile 2015   | 4 agosto 2016   |
| 20 | Angel Heart                | Cuore d'angelo              | 29 aprile 2015   | 11 agosto 2016  |
| 21 | Dark Dynasty               | La dinastia del male        | 6 maggio 2015    | 11 agosto 2016  |
| 22 | The Prisoner               | Il prigioniero              | 13 maggio 2015   | 18 agosto 2016  |
| 23 | Brother's Keeper           | Il custode del fratello     | 20 maggio 2015   | 18 agosto 2016  |

## L'anima nera di Dean
- Titolo originale: Black
- Diretto da: Robert Singer
- Scritto da: Jeremy Carver

### Trama
È passato diverso tempo da quando Dean è diventato un Cavaliere dell'Inferno, inoltre è scappato lasciando al fratello un biglietto: "Sammy, lasciami andare". Sam ha passato le ultime settimane a cercarlo, facendo delle ricerche e torturando dei demoni, ma senza risultati. Dean e Crowley sono diventati una specie di squadra, Dean passa la maggior parte del tempo a folleggiare e a divertirsi. Castiel è sempre più debole per via del fatto che non ha ancora ritrovato la sua grazia; Hannah lo avverte che gli angeli in Paradiso si stanno governando da soli e hanno segregato permanentemente Metatron in una prigione, ma c'è un problema: alcuni angeli caduti sono rimasti sulla Terra e non vogliono tornare a casa perché si sono trasformati in ribelli. Infatti due di loro, Daniel e Adina, hanno ucciso un loro simile solo perché voleva riportarli in Paradiso, quindi chiede a Castiel di trovarli. Sam sta seguendo il caso della morte di Drew Neely e, fingendosi un federale, chiede alla polizia di vedere il filmato della videosorveglianza in cui l'uomo viene ucciso. Sam scopre che l'assassino di Drew è proprio Dean, inoltre scopre che suo fratello ora è un demone. Nel frattempo Dean viene attaccato da un demone, un seguace di Abaddon, che voleva vendicare la morte della sua sovrana. Infatti anche Drew era posseduto da un demone che voleva vendicare Abaddon, ma Dean uccide pure quest'altro senza difficoltà. Hannah e Castiel vanno alla ricerca dei due angeli, ma Hannah si rende conto che l'amico non è nel pieno delle sue forze: infatti la grazia dell'angelo sta svanendo e finché non si riprenderà la propria avrà bisogno di prenderne altre. Sam si reca alla stazione di servizio dove Dean ha ucciso Drew; il negoziante consegna a Sam il telefono della vittima, in cui c'è un messaggio che riporta a Crowley, dunque Sam lo chiama. Il Re dell'inferno gli rivela che Dean è diventato un demone a causa del marchio di Caino e che loro due adesso sono diventati migliori amici. Sam lo minaccia dicendogli che lo ucciderà e che salverà Dean e riesce a rintracciare il segnale cellulare di Crowley. Intanto Castiel e Hannah trovano quello che sembra un accampamento di campeggiatori, in cui trovano Daniel che non vuole tornare in Paradiso. Hannah cerca di convincerlo che il suo compito è servire il Paradiso, ma lui ama vivere nel mondo dei mortali perché finalmente ha imparato il valore della libertà e del libero arbitrio. Hannah gli punta la lama angelica, ma Castiel la convince a non usare la violenza. Intanto Crowley confessa a Dean che è stato lui a indirizzare i servi di Abaddon verso di lui, proprio perché sperava che lui li uccidesse, a causa del fatto che il marchio di Caino deve essere saziato, e solo con gli omicidi Dean riesce a mantenere la sua lucidità e ad evitare di far prevalere l'anima demonizzata. Inoltre ha in mente altri piani: Crowley vuole riprendere il controllo del regno degli Inferi, e vuole che Dean sia il suo braccio destro. Inoltre informa Dean che Sam lo sta cercando. Mentre Sam è in viaggio, un uomo misterioso riesce a fermare il suo mezzo con un comando a distanza e tramortisce Sam. Nel frattempo Hannah e Castiel rimangono con Daniel, il quale non vuole tornare in Paradiso, e nonostante il dissenso di Hannah, Castiel capisce le motivazioni che spingono Daniel. Intanto anche Adina raggiunge i suoi simili: nemmeno lei vuole tornare in Paradiso, quindi attacca Hannah. Le due iniziano a combattere e Daniel, nonostante non voglia prendere parte allo scontro, decide di aiutare Adina quando la vede in difficoltà. Castiel a malincuore uccide Daniel, infine Adina ferisce Castiel e scappa. Castiel e Hannah discutono in auto: Hannah non è d'accordo con Castiel sul fatto che gli angeli debbano essere liberi di stare tra gli umani, perché ciò è contrario alle regole del Paradiso ed è proprio, secondo lei, quando gli angeli infrangono le regole facendo di testa propria che nascono individui come Naomi, Bartolomeo e Metatron. Ma Castiel afferma che infrangendo le regole si possono scoprire emozioni (seppur umane) molto forti come l'amore e la speranza. Il misterioso uomo che ha catturato Sam lo porta in un luogo sconosciuto, legandolo a una sedia; l'uomo parla con Sam dicendogli che lui e Dean hanno un passato in comune e che vuole dargli la caccia. Il rapitore chiama Dean dal cellulare di Sam, dicendogli di raggiungerlo altrimenti ucciderà Sam, ma Dean non è affatto interessato all'incolumità del fratello, quindi preferisce lavarsene le mani, informando il rapitore che lo ucciderà sulla parola.
- Supernatural Legend: Demoni, Angeli
- Guest star: Erica Carroll (Hannah), Travis Aaron Wade (Cole Trenton), Giacomo Baessato (Daniel), Jud Tylor (Adina), Emily Fonda (Ann Marie)
- Musiche: Heartbreaker (Pat Benatar), I'm Too Sexy (Right Said Fred), The Good, The Bad and The Ugly Theme (Ennio Morricone), Honey (Bonjah), Yes Indeedy (Ryan Cain and the Ables), Imaginary Lover (Atlanta Rhythm Section)
- Curiosità: il dialogo al telefono tra Sam e Crowley è la citazione del film Io vi troverò.
- Ascolti USA: 2 480 000 telespettatori[2]

## Le Cascate Reichenbach
- Titolo originale: Reichenbach
- Diretto da: Thomas J. Wright
- Scritto da: Andrew Dabb

### Trama
21 giugno 2003, Nyack, New York. Un ragazzino sente dei rumori nel cuore della notte. Sceso al pian terreno di casa sua, da dove provenivano i rumori, si ritrova davanti il cadavere del padre, ucciso da un uomo: Dean. Nel presente, il rapitore di Sam, Cole Trenton, un ex militare, racconta questa storia al cacciatore, ancora legato, spiegandogli che Dean ha ucciso suo padre senza dargli un motivo. Sam cerca di dissuaderlo dallo sfidare suo fratello, spiegandogli che ora non è in lui. Il minore dei Winchester gli parla di alcune creature soprannaturali, ma Cole non gli crede e, stanco di sentire cose per lui senza senso, inizia a torturarlo per farsi dire dove si nasconda suo fratello. D'un tratto, si allontana per rispondere ad una chiamata di sua moglie e parlare con suo figlio e Sam vede in quel momento un'occasione per fuggire con l'aiuto di un coltellino svizzero a pochi centimetri da lui. Sam riesce a scappare, ma in realtà non sa che è tutta una messinscena di Cole. Dean, intanto, pesta a sangue un buttafuori di un locale, che aveva tentato di difendere una spogliarellista dai suoi continui richiami verso la donna, lasciando, poi, il locale come se nulla fosse accaduto. Castiel cerca di guarire la sua ferita, ma viene aiutato da Hannah, dato che la grazia che aveva rubato si sta esaurendo. Castiel riceve una chiamata da Sam che lo avvisa sul fatto che Dean ora è un demone e decide di aiutare l'amico ma, mentre è alla guida, ha un colpo di sonno che lo porta fuori strada, causandogli un incidente. Castiel e Hannah vengono soccorsi da una donna che li ospita a casa sua per la notte. Intanto, Crowley e Dean sono in un bar e il primo dice al secondo che ha bisogno di uccidere per nutrire il marchio di Caino, proponendogli di eliminare una donna, Mindy Morris. Il marito, Lester, ha venduto la sua anima a Crowley in cambio della morte della moglie, per evitare anche di darle metà del suo denaro, essendo entrambi in fase di divorzio. Dean accetta di uccidere la donna e si reca sul posto, ritrovandosi però a parlare con Lester. L'uomo è venuto lì per assistere alla morte della moglie, ma Dean decide di uccidere lui piuttosto che la moglie, venendo a sapere che la causa del divorzio tra i due non era avvenuto per un primo tradimento della moglie, ma di Lester. Intanto, Sam interroga il buttafuori del locale che era stato pestato da Dean, volendo ricostruire il percorso fatto da suo fratello, non sapendo, però, che Cole lo sta seguendo, dato che era un suo piano quello di lasciarlo fuggire e condurlo da Dean. Castiel ed Hannah lasciano la casa della donna che li aveva ospitati e si avviano verso il luogo di incontro con Sam. Intanto, Dean va da Crowley e gli dice che ha ucciso Lester e non sua moglie, cosa che comporta a Crowley la mancanza di un'anima. Il Re degli Inferi lo rimprovera, ma viene aggredito da Dean che gli dice che lui non segue i suoi ordini e che, semmai gli servisse il suo aiuto, lo avrebbe chiamato. L'insolenza di Dean spinge Crowley ad incontrare Sam per dirgli dove trovare il fratello, volendo sbarazzarsene. Castiel, dopo aver lasciato Hannah alla guida ed essersi addormentato, si risveglia dinanzi al portale del Paradiso. Il guardiano gli dice che Hannah è tornata in Paradiso e sta trattando con Metatron per salvare Castiel, visto che lo scriba di Dio ha nascosto la parte restante della grazia rubata a Castiel. Metatron è pronto a cedergliela in cambio della sua libertà, ma Castiel riesce a fermare Hannah nel liberare Metatron, affermando che lui ha accettato il fatto che prima o poi morirà. Intanto, Sam rintraccia Dean in un bar e, dopo mesi, i due fratelli si incontrano. Sam vorrebbe riportarlo a casa e curarlo, ma a Dean non importa e gli intima di andare via. Cole interrompe la loro discussione, lanciando un lacrimogeno nel locale, e tramortisce Sam così può scontrarsi con Dean, il quale non ha memoria di lui. Cole gli ricorda ciò che lui ha fatto al padre, ma Dean resta impassibile, schivando e colpendo a sua volta ad ogni colpo di Cole, fino a metterlo fuori gioco, rivelandogli, inoltre, che è un demone. Sam, approfittando del momento, lancia dell'acqua santa su Dean e, reso impotente, riesce ad ammanettarlo. Prima di ritornare al bunker per curare Dean, Sam incontra Crowley consegnandogli la Prima Lama e il demone gli promette di farla sparire. Intanto, Cole, ancora ferito dallo scontro, cerca dei libri sui demoni, in modo da sconfiggere Dean. Durante il viaggio verso il bunker, Dean dice a Sam che non ha ucciso Cole per il semplice motivo che, vivendo, l'uomo avrebbe sofferto di più per via della mancata vendetta. Inoltre, rivolgendosi a Sam, gli dice che lo stesso trattamento sarà riservato a lui, ossia non avendone pietà.
- Supernatural Legend: Demoni, Angeli
- Guest star: Curtis Armstrong (Metatron), Erica Carroll (Hannah), Travis Aaron Wade (Cole Trenton)
- Altri interpreti: David Nykl (Lester Morris), Brad Kelly (Brouncer), Diana Bello (stripper), Sean Hewlett (demone 1), Aidan Dee (demone 2), Tara Pratt (Kim)
- Musiche: Cherry Pie (Warrant), Hey There Lonely Girl (Eddie Holman)

## Anima e sangue
- Titolo originale: Soul Survivor
- Diretto da: Jensen Ackles
- Scritto da: Brad Buckner e Eugenie Ross-Leming

### Trama
Sam, fingendosi un medico, si fa benedire del sangue da un prete, per usarlo contro Dean, rinchiuso nel bunker. Dean non vuole tornare a essere umano e cerca di dissuadere il fratello dicendo che la cura che lui ha usato per Crowley non avrebbe funzionato con lui, dato che il marchio di Caino lo ha reso un demone molto potente. Ma Sam non si arrende e inizia a iniettare il sangue benedetto nel braccio del fratello, il quale gli provoca un intenso dolore. Dean gli fa notare che tra i due il vero "mostro" è proprio Sam e gli dice di sapere cosa ha fatto il fratello nei mesi precedenti. In un flashback, si vede Sam in un bar avvicinarsi a Lester Morris, che si lamenta del tradimento della moglie. Sam coglie l'occasione per far invocare un demone degli incroci, convincendo l'uomo che quel demone lo avrebbe vendicato come egli voleva. Il piano funziona e Sam riesce, di nascosto, a vedere il demone, Dar, la quale stipula comunque il contratto con Lester. Dopodiché, Sam si precipita a catturare il demone e a torturarla, affinché gli dicesse la località in cui si trovavano Dean e Crowley, non ottenendo risposte. Nel presente, Dean gli dice che anche se Lester è morto per mano sua, è stato suo fratello minore a firmare la sua condanna a morte. Sam resta perplesso e sconcertato, ma continua ad iniettare del sangue al fratello, sperando di estirpare lo spirito demoniaco che c'è in lui. Intanto, Crowley si rimette al lavoro dopo la sua lunga assenza, uccidendo tutti i dissidenti. Dopo aver appreso da un demone che Castiel è in pessime condizioni di salute, Crowley gli ordina di seguirlo e di chiamarlo se le cose sarebbero peggiorate. Inoltre il Re degli Inferi non riesce a non sentire la mancanza di Dean, il suo vecchio braccio destro. Nel frattempo, Castiel è con Hannah, e si appresta a raggiungere i Winchester per curare Dean nonostante l'angelo sembri peggiorare in salute a vista d'occhio. Castiel riceve una chiamata da Sam, il quale, preoccupato, gli dice cosa dovrebbero fare con Dean, dato che la cura sembra non funzionare e l'unica soluzione sarebbe ucciderlo. Conclusa la chiamata, Sam torna da Dean, sorbendosi altri insulti e colpe, sentendosi dire che la colpa della morte della madre era sua e che oramai Dean è stufo di stargli sempre accanto per proteggerlo. Mentre Crowley continua a giustiziare i dissidenti, uno dei demoni al suo servizio si ribella e, dopo aver detto che preferiva morire che seguire Crowley come suo re, si toglie la vita bruciando dell'olio santo. Intanto, Castiel e Hannah si fermano ad una stazione di servizio dove lui spiega all'amica che se lui dovesse morire prima di arrivare dai Winchester, è necessario salvare Dean. Ma proprio in quel momento vengono attaccati da un angelo, Adina, che, per vendicare la morte di Daniel, tortura Castiel e lo riduce quasi in fin di vita. A quel punto, però, compare Crowley che ruba la grazia di Adina, per donarla a Castiel, e poi la uccide. Quando Castiel chiede spiegazioni al demone, questo gli risponde che il problema più grande era Dean, ormai diventato incontrollabile, e che sia lui che Sam dovevano risolverlo al più presto. Al bunker, Sam torna nella cella dove tiene prigioniero Dean, ma si accorge che il fratello si è liberato e corre a nascondersi. Dean afferra un martello per ucciderlo e, mentre vaga per le stanze del bunker, cerca di attirare l'attenzione del fratello spiegandogli come si è liberato; il sangue benedetto, rendendolo più umano, aveva reso inefficaci le manette e le trappole contro i demoni. Sam, intanto, riesce a staccare la corrente per impedire al fratello di lasciare il bunker, avendo con sé anche il coltello antidemoni di Ruby. Sam riesce a chiuderlo nella stanza dei comandi elettrici, ma Dean sfonda la porta con l'unico intento di uccidere Sam. Quest'ultimo ha la possibilità di usare il coltello sul fratello maggiore, ma esita, cosa che porta Dean a tentare di uccidere Sam, se non per una fortunata mossa di quest'ultimo, che riesce ad evitare il colpo. L'arrivo di Castiel impedisce a Sam di pugnalare il fratello, così Dean viene nuovamente catturato e riposto alle cure con il sangue benedetto. Sam e Castiel, mentre Dean ha perso conoscenza, aspettano che questo si risvegli, sperando che la cura abbia funzionato. Qualcosa, finalmente, accade: gli occhi di Dean non sono più neri e il ragazzo appare piuttosto confuso. Sam gli lancia dell'acqua santa addosso, per verificare che il fratello non sia un demone, cosa che, infatti, non è. Castiel rivela a Sam che c'era ancora un problema: il marchio di Caino deve essere rimosso altrimenti potrebbero insorgere altri problemi. Sam, però, gli risponde che è stanco e preferisce prendersi un po' di riposo per godersi il ritorno del fratello. L'angelo, poi, tornato da Dean che è intento a rivedere le vecchie foto di famiglia, dice al ragazzo di non rimettersi subito a cacciare, dato che, per il momento, la situazione era piuttosto tranquilla. Intanto, a Tulsa (Oklahoma), una misteriosa donna si gode la quiete della stanza in cui si trova, mentre del sangue gocciola su di lei; due uomini morti sono inchiodati al soffitto.
- Supernatural Legend: Demoni, Angeli
- Guest star: Erica Carroll (Hannah), Jud Tylor (Adina), Ruth Connell (Rowena)
- Altri interpreti: David Nykl (Lester Morris), Raquel Riskin (Dar), Stephen Huszar (demone 1), Russell Roberts (demone 2), Luciano D'Ippolito (demone 3), Adam Boys (demone 4)

## Luna di carta
- Titolo originale: Paper Moon
- Diretto da: Jeannot Szwarc
- Scritto da: Adam Glass

### Trama
Durham, Washington. Una ragazza entra in un bar e adesca un uomo, portandolo in un vicolo, per poi ucciderlo. Seguendo il consiglio di Castiel, Dean si gode una pausa dalla caccia passando dei bei momenti di serenità con Sam, ma quando apprende la notizia delle morti a Durham, in cui a tutte le vittime è stato strappato via il cuore, convince Sam a prendere in mano il caso. I due fratelli vanno sul luogo spacciandosi per due guardacaccia e chiedono informazioni allo sceriffo della cittadina; ben presto capiscono che il colpevole di queste morti è un licantropo. Sam e Dean poi trovano Kate, la giovane ragazza lupo incontrata tempo prima a cui decisero di non dare la caccia perché promise che non avrebbe fatto del male. I cacciatori la legano e la interrogano credendola colpevole di quelle morti, specialmente perché dice di non essere innocente. Poi ricevono una chiamata dallo sceriffo che li informa della morte di un'altra persona, dunque capiscono che non è Kate la colpevole dato che adesso è con loro, e intanto la ragazza approfitta della loro distrazione per tagliare la corda a cui era legata e fuggire. Dean e Sam capiscono che Kate sta coprendo qualcuno, e dato che hanno il suo cellulare scoprono che prima di essere catturata stava telefonando a un motel in zona, quindi vanno lì e vedono che dalla stanza di Kate sta uscendo una ragazza. I due la seguono e scoprono che pure lei è un licantropo, ma la ragazza poi scappa. Kate raggiunge Sam e Dean e spiega ai fratelli Winchester la situazione: la ragazza che hanno incontrato prima è Tasha, la sorella di Kate, ed è la colpevole di quegli omicidi. Tutto ebbe inizio quando Kate abbandonò gli studi, lei sentiva la mancanza della sua famiglia, ma decise di non tornare dai suoi famigliari per non complicare le loro vite. Ma quando apprese che Tasha aveva avuto un incidente stradale, finendo ricoverata in ospedale, e dopo aver appreso che stava morendo Kate l'ha trasformata in un licantropo salvandole la vita. Le due sorelle quindi chiusero i ponti con la loro famiglia e Kate cercò di insegnarle a convivere con la sua nuova natura di mostro, ma con scarsi risultati: col tempo, Tasha si è trasformata in una sanguinaria. Kate promette a Sam e Dean che porterà via Tasha dalla zona, ma i due cacciatori le fanno capire che questo non risolverà il problema, perché Tasha ucciderà ancora. Infatti Kate ha tentato di nascondere gli omicidi della sorella, mentre lei ha saputo tenere a bada l'istinto della fame, ma promette che se le cose dovessero complicarsi allora ucciderà la sorella. Dean le dice che esiste una cura per la licantropia e che se Kate condurrà i Winchester da Tasha la cureranno. Sam parla con Dean, capendo che il fratello sta ingannando Kate solo per arrivare a Tasha e ucciderla, poiché è consapevole che non esiste una cura per la licantropia. Sam rimprovera il fratello per il suo comportamento, ma Dean gli dice che il modo in cui Kate sta gestendo questa situazione è sbagliato, però Sam è dell'opinione che in fondo c'è da capirla visto che Tasha è sua sorella e lei cerca di proteggerla. Dean fa notare a suo fratello che questo non giustifica affatto le pessime scelte che ha fatto Kate, non molto diverse da quelle di Sam, riferendosi a Lester e al modo in cui Sam lo ha manipolato per trovare Dean quando era un demone, spingendolo a vendere la sua anima a un demone con la sua conseguente morte per mano di Dean. Kate porta i due fratelli in una baita che appartiene alla sua famiglia, sicura di trovare lì Tasha. I tre vanno in auto sul luogo e, mentre Kate dorme, Sam confessa al fratello che manipolare Lester non è stata l'unica cosa discutibile che ha fatto quando stava cercando Dean. Infatti Sam confessa di aver pestato i piedi a molti cacciatori, diventando violento in alcuni casi, ma gli dice pure che vedere suo fratello morire e poi sparire lo aveva distrutto. Kate, Sam e Dean raggiungono la baita ma quest'ultimo ammanetta Kate con delle manette d'argento, lei quindi capisce che i fratelli Winchester vogliono uccidere Tasha. I due cacciatori entrano nella baita e trovano la ragazza, ma poi due uomini li aggrediscono e liberano Kate dalle manette. Kate chiede a Tasha chi sono questi uomini e la sorella le dice che sono due licantropi trasformati da lei, Trevis e Brandon, poi invita la sorella a uccidere Sam e Dean per dimostrarsi degna del branco che lei sta mettendo in piedi. Kate non vuole macchiarsi delle loro morti e convince la sorella a darci un taglio dicendole che lei è migliore di così, ma Tasha ama essere un'assassina perché quando era umana aveva un carattere debole. Sam uccide Brandon e Trevis, mentre Kate, capendo che sua sorella è solo un mostro, uccide Tasha con un pugnale d'argento e poi scappa. Mentre sono in auto, Sam e Dean discutono sul fatto che forse dovrebbero dare la caccia pure a Kate, poi Sam afferma che lui e suo fratello sono tornati a fare i cacciatori troppo presto. Dean capisce che questa pausa serviva a Sam più che a lui, ma Sam ammette che ciò che gli dà più fastidio è il fatto che Dean sia stato un demone e che è ancora influenzato dal marchio di Caino ma che non ne voglia parlare. Kate telefona al suo cellulare, che è ancora in possesso di Dean e Sam, da una cabina telefonica, Dean risponde e mette la chiamata in vivavoce: i due fratelli le suggeriscono di rigare dritto, ma lei non sa fino a quanto ancora potrà tenere a freno i suoi istinti peggiori. I Winchester le dicono che gli dispiace per la morte di Tasha, ma Kate afferma che aveva smesso di essere sua sorella ormai da tempo. Dean, parlando con Sam, ammette che forse è tornato a fare il cacciatore troppo presto, ma che adesso ha veramente bisogno di tornare al lavoro e di fare qualcosa di buono, visti tutti gli sbagli da lui commessi.
- Supernatural Legend: Licantropi
- Guest star: Brit Sheridan (Kate), Emily Tennant (Tasha), Primo Allon (Tommy), Christoff Lundgren (Barker), Scott Sawchuk (Brandon)
- Musiche: Worewolfes of London (Warren Zevon)
- Ascolti USA: 2 010 000 telespettatori[3]

## Fan Fiction
- Titolo originale: Fan Fiction
- Diretto da: Philip Sgriccia
- Scritto da: Robbie Thompson

### Trama
Flint, Michigan: in un collegio femminile una studentessa di nome Marie, una grande fan dei libri "Supernatural" di Chuck Shurley, sta mettendo in piedi un musical teatrale sulle avventure dei fratelli Winchester. Marie si rivela fin troppo esigente e litiga spesso con le attrici, ma l'insegnante di recitazione, la professoressa Chandler, non approva il loro lavoro quindi decide di chiudere il progetto. Quando però la donna esce dall'istituto, da dietro un cespuglio fuoriescono dei rampicanti che la avvolgono, trascinandola via. Dean viene a sapere dell'accaduto da un giornale e propone a Sam di indagare sul caso; il fratello è però dell'opinione che dovrebbero cercare, per il momento, di condurre uno stile di vita più normale, ma Dean gli fa notare che per lui è questa la normalità. I due cacciatori, spacciandosi per agenti dell'FBI, vanno all'istituto per indagare sulla scomparsa della professoressa Chandler e scoprono con gran stupore che il musical teatrale è ispirato a loro, anche se in parte non è canonico dato che Chuck ha smesso di scrivere le loro storie dopo Il canto del cigno. Una delle attrici, Maggie, discute con Marie, dicendo che vuole abbandonare il musical e parlare con la preside per sciogliere la rappresentazione teatrale, ma la ragazza viene rapita da uno spaventapasseri sotto lo sguardo incredulo di Marie. Dean e Sam confessano a Marie di essere i veri fratelli Winchester, ma lei, non credendo alla veridicità delle loro parole, si mette a ridere. Tuttavia, ormai convinta dell'esistenza dei fenomeni soprannaturali, pensa che i due facciano parte di una sezione speciale dell'FBI che risolve questo genere di casi, così Sam e Dean glielo lasciano credere. Sam, Dean e Marie iniziano a indagare: inizialmente viene avanzata l'ipotesi che si tratti di un Tulpa, ossia un mostro creato da un'intensa energia concentrata su un'idea o una storia. In seguito tuttavia Sam, basandosi sul fatto che in entrambi i luoghi delle sparizioni erano stati rinvenuti dei fiori di borragine, capisce che in realtà la responsabile è Calliope, dea della poesia epica. Evidentemente la dea vuole che il musical teatrale venga finito, così da poterne divorare l'autore, cioè la stessa Marie, essendo lei la regista e produttrice. I Winchester decidono di attirare Calliope in una trappola mettendo in scena il musical, dove Marie interpreterà la parte di Sam. Durante lo spettacolo Sam attacca lo spaventapasseri di Calliope ma viene catturato. Il cacciatore si risveglia nel ripostiglio della scuola, dove ci sono anche Maggie e la professoressa Chandler, poi si presenta Calliope. Sam chiede alla dea perché per lei è così importante che il musical di Marie venga finito; lei risponde che Supernatural è un soggetto appassionante, perché è una storia di avventura, morte e redenzione, ma poi Sam riesce a ucciderla. Intanto, durante la rappresentazione teatrale, lo spaventapasseri cerca di uccidere Marie davanti agli spettatori, ma nel momento in cui Calliope viene trafitta da Sam, lo spaventapasseri esplode davanti ai presenti, i quali, credendolo un effetto speciale, applaudono. Marie dà a Dean (chiamandolo per nome, a dimostrazione del fatto che ha capito che loro sono veramente i fratelli Winchester) il ciondolo che Sam gli aveva regalato, quello che lui aveva buttato via. Dean e Sam guardano il finale del musical, poi Sam ammette che suo fratello maggiore aveva ragione: questa pausa forzata dal lavoro non è la scelta giusta, perché la caccia è ciò che li rende uniti come famiglia; infine le attrici cantano in coro Carry On Wayward Son. Quando il musical finisce l'amica di Marie le dà una straordinaria notizia: una persona speciale ha visto il suo musical e vuole congratularsi con lei. La persona si rivela essere Chuck, il profeta di Dio, che a dispetto di ciò che disse Castiel, è ancora vivo; Marie, entusiasta, gli chiede se il musical gli è piaciuto, e lui risponde sorridendo "Niente male".
- Supernatural Legend: Calliope
- Guest star: Katie Sarife (Marie), Joy Regullano (Maeve), Alyssa Lynch (Siobhan), Rob Benedict (Chuck Shurley), Natalie Sharp (Maggie), Hannah Levien (Calliope), Kelli Ogmundson (Katie)
- Musiche: Sundown (Gordon Lightfoot), The Road So Far (Jay Gruska & Alyssa Lynch), I'll Just Wait Here Then (Jay Gruska & Nina Winkler), Christopher Lennertz, A Single Man Tear (Alyssa Lynch & Katie Sarife), Carry On My Wayward Son (Jay Gruska, Vivien Amour, Alyssa Lynch, Kelli Ogmundson, Katie Sarife, Rachel Warkentin & Nina Winkler)
- Ascolti USA: 2 190 000 telespettatori[4]
- Note: Questo è il duecentesimo episodio della serie.

## I fratelli in giallo
- Titolo originale: Ask Jeeves
- Diretto da: John MacCarthy
- Scritto da: Eric C. Charmelo e Nicole Snyder

### Trama
New Canaan, Connecticut. Dopo la morte della facoltosa Bunny LaCroix, una delle domestiche, mentre cerca di sistemare gli effetti personali della defunta, tenta di rubare una collana ma viene colta sul fatto dalla stessa Bunny che spinge la giovane dalle scale, uccidendola. Sam e Dean ricevono un messaggio sul vecchio cellulare di Bobby dove viene invitato alla lettura del testamento di Bunny dato che si conoscevano; infatti Bobby è uno dei beneficiari dell'eredità della defunta. I due fratelli raggiungono la villa, in rappresentanza di Bobby, e conoscono i parenti di Bunny: il fratello Stanton e sua moglie Amber, le cugine Heddy e Beverly, e infine il nipote Dash. Il maggiordomo Phillip dà ai due fratelli un pendente a forma di croce che Bunny aveva lasciato in eredità a Bobby; Sam e Dean vanno a un negozio di pegni per farlo valutare e scoprono che non ha valore, ma in compenso nasconde una chiave. Stanton viene ucciso da quello che sembra il fantasma del defunto marito di Bunny, sotto gli occhi di Amber, quindi i Winchester iniziano a indagare. Le parenti della vittima sono dell'opinione che sia stata Amber a uccidere il marito, dato che il loro non era un matrimonio felice, ma Dash informa i due fratelli che secondo lui non è Amber l'assassina perché a suo dire non è abbastanza sveglia per una cosa del genere. Arriva pure un detective alla villa, l'agente Howard, il quale inizia a indagare sulla morte di Stanton. Intanto Dean, perlustrando la casa, scopre che nella libreria c'è un libro recante la stessa croce della collana e, tentando di prenderlo, si apre un passaggio segreto la cui porta si apre con la chiave che Bunny aveva lasciato a Bobby. La porta conduce alla soffitta dove scopre che c'è Olivia, una delle domestiche, insieme al cadavere di Colette avvolto dentro a un tappeto. La ragazza afferma che Colette è stata uccisa da Bunny e che Phillip l'ha coperta nascondendo il suo corpo, poi ha rinchiuso pure lei in soffitta dopo che lo aveva colto sul fatto. I due fratelli iniziano così a cercare Phillip, poi Dean lo trova ma riceve un messaggio da Sam che lo informa di aver trovato il corpo privo di vita di Phillip, quindi Dean capisce che colui che ha davanti non è il vero maggiordomo, il quale aggredisce il cacciatore scappando via. Dean realizza che si tratta di un mutaforma che ha ucciso Colette e Stanton prendendo le sembianze di Bunny e di suo marito, e poi ha ucciso pure Phillip. Dunque Dean, Sam e Olivia iniziano a dargli la caccia usando i coltelli dell'argenteria, dato che il punto debole dei mutaforma è l'argento. Sam appoggia la lama del coltello su Heddy e Beverly ma senza sortire nessun effetto, intanto Dean sorprende Dash e Amber ad amoreggiare, infatti i due hanno una storia segreta. Dean fa sì che pure loro due tocchino il coltello d'argento che però non ha alcun effetto sui due amanti. Olivia scopre il cadavere del detective Howard, anche lui ucciso dal mutaforma; Dash punta la pistola contro Sam e Dean avanzando l'ipotesi che in realtà gli assassini sono loro, ma poi Olivia punta la pistola contro Dash, Amber, Beverly e Heddy, infatti è lei il mutaforma. Inoltre Dean scopre che l'argenteria è falsa, motivo per cui non ha sortito nessun effetto su di lei. Olivia rivela di essere la figlia di Bunny: lei amava la madre ed è per questo che vuole uccidere i suoi parenti, dato che si sono sempre comportati come degli avvoltoi con lei. Bunny per proteggerla l'aveva tenuta in soffitta in tutti questi anni, ma dopo la sua morte Phillip la liberò, salvo poi cercare di rinchiuderla nuovamente dopo che lei aveva ucciso Colette, anche se era stato un incidente. Infatti Olivia non voleva ucciderla ma solo spaventarla dopo averla sorpresa a rubare la collana, ma la cosa le era sfuggita di mano; infine ha ucciso pure Phillip dato che non voleva essere rinchiusa nuovamente nella soffitta. Olivia cerca di scappare, ma Sam la segue e tra i due inizia una sparatoria. La ragazza confessa a Sam che Bunny tradì suo marito con un mutaforma e da quella relazione nacque Olivia; suo padre cercò di uccidere il marito di Bunny ma Bobby lo salvò e uccise il mutaforma. Bobby voleva eliminare anche Olivia ma Bunny lo convinse a risparmiarla per darle la possibilità di crescerla, ma facendo credere a tutti di aver perso la bambina. Mentre Olivia sta per uccidere Sam, interviene Dean che spara a Olivia con una pallottola d'argento uccidendola, ma anche se è morta continua a spararle, per poi fermarsi. La questione volge al termine, Dash si scusa con Sam e Dean per averli accusati di essere i colpevoli e di aver puntato contro di loro la pistola, ma Sam lo perdona dato che Dash stava cercando di proteggere la sua famiglia; Dash informa i fratelli Winchester che Bunny aveva lasciato tutto in eredità a Olivia. Mentre sono in auto Sam chiede a Dean per quale motivo ha continuato a sparare a Olivia, anche se era già morta, iniziando a sospettare che forse il marchio di Caino stia nuovamente influenzando negativamente il fratello, ma quest'ultimo gli dice che si sbaglia e che se ha reagito così durante lo scontro con Olivia è perché è stata la prima volta che ha ucciso da quando è tornato a fare il cacciatore e che dunque era un po' agitato, ma Sam non gli crede.
- Supernatural Legend: mutaforma
- Guest star: Izabella Miko (Olivia), Kevin McNulty (Phillip), Gillian Vigman (Heddy), Debra McCabe (Beverly), Clare Filipow (Amber), Marcus Rosner (Dash).
- Altri interpreti: Doug Abrahams (Detective Howard), Matthew Harrison (Stanton), Pippa Mackie (Colette).
- Musiche: Für Elise (Ludwig van Beethoven), Travelin' Man (Bob Seger)
- Citazioni: nell’episodio si citano i nomi di alcuni personaggi del gioco da tavolo Cluedo (il colonnello Mustard e Mrs. Peacock), oltre a essere anche ritrovati alcuni degli oggetti/armi del gioco stesso (corda, tubo di piombo, rivoltella, candelabro, chiave inglese e pugnale).
- Ascolti USA: 2 630 000 telespettatori[5]
- Nota: questo episodio è dedicato alla memoria di James A. MacCarthy.

## Ragazze, ragazze, ragazze
- Titolo originale: Girls, Girls, Girls
- Diretto da: Robert Singer
- Scritto da: Robert Berens

### Trama
Una giovane prostituta cerca di scappare dal suo protettore, Raul, dato che non vuole più lavorare per lui, ma l'uomo si rivela essere un demone e la uccide spezzandole l'osso del collo. Dean, tramite un'app per gli appuntamenti combinati, conosce una ragazza molto carina di nome Shaylene, i due si abbandonano alla passione, ma poi Dean si ferma quando lei gli dice che per fare sesso con lei deve dare come pegno la sua anima a un suo collega di lavoro che li raggiungerà a breve. Il collega di lavoro in questione si rivela essere un demone e quando raggiunge Shaylene e Dean, quest'ultimo lo intrappola con l'aiuto di Sam in una trappola del diavolo. Shaylene, usando una delle lame angeliche in possesso dei fratelli Winchester, lo uccide, inoltre lei non aveva idea che fosse un demone, indirizzando Sam e Dean a un bordello chiamato "Le ragazze di Raul". Intanto Castiel e Hannah continuano a cercare gli angeli caduti che si trovano ancora sulla Terra. I due alloggiano in un hotel e durante la loro permanenza Hannah comincia a manifestare esigenze umane, come farsi una doccia, e si spoglia davanti a Castiel che resta perplesso. Una misteriosa donna (la stessa apparsa nel finale dell'episodio Anima e sangue), che è in realtà una strega, va al bordello di Raul e distrugge il suo spirito demoniaco con un potente incantesimo, invece il suo socio in affari, Gerald, scappa abbandonando il suo tramite umano. La strega invita le due giovani ragazze a seguirla. Gerald, che ha trovato un altro tramite, confessa a Crowley che lui e Raul avevano messo in piedi un bordello per raccogliere anime in cambio di favori sessuali dato che, dopo la guerra contro Abaddon, il numero di anime raccolte si era notevolmente ridotto; inoltre lo informa che Raul è stato ucciso da una strega e di non aver mai visto una magia oscura così potente. Dean e Sam raggiungono il bordello dove trovano Raul morto e, attraverso degli indizi, capiscono che è stato vittima di un incantesimo. Facendo delle ricerche, Sam scopre che l'incantesimo usato per uccidere Raul si chiama "legare e purgare" e veniva usato da una strega di nome Rowena alcuni secoli prima per uccidere i demoni. Intanto Rowena porta le due ragazze in un ristorante esclusivo, spiegando che esistono tre tipi di streghe: quelle che legano la loro anima a quella di un demone per trarne forza, quelle come lei che hanno poteri magici innati (le più rare) e quelle che invece la apprendono, facendo da apprendiste. Rowena vuole fare di loro le sue allieve, poi lascia il ristorante insieme alle due ragazze dopo aver ucciso il cameriere facendo andare a fuoco il suo cervello. Nel frattempo Hannah riceve la visita del marito di Caroline, il suo tramite umano, che rivuole indietro la moglie dato che ha lasciato la sua famiglia, essendo all'oscuro del fatto che c'è un angelo dentro al suo corpo. Lei però non sa cosa dirgli e quando arriva Castiel il marito pensa che lui sia il suo amante e che lo ha lasciato per stare con lui; Hannah bacia Castiel per fargli credere che adesso lei lo ha dimenticato, quindi lui va via affranto. Hannah si chiede se ha fatto la cosa giusta rovinando il matrimonio di Caroline, ma Castiel le dice che anche il suo tramite, Jimmy Novak, aveva una moglie e una figlia e che quando Castiel ha preso possesso del suo corpo lo ha strappato via dalla sua vita. Castiel rivela ad Hannah che è stato necessario perché la missione degli angeli viene al primo posto, ma poco dopo l'angelo scompare. Dean e Sam indagano sulla morte del cameriere e scoprono che in un hotel lì in zona ci sono state delle morti simili, quindi vanno sul posto. Intanto Cole, che ha appreso dell'esistenza dei demoni, ne cattura uno e lo tortura con l'acqua benedetta per farsi dire dove si trova Dean. Mentre Rowena è all'hotel con le sue due protette, viene catturata dai demoni, ma poi arrivano Sam e Dean. Quest'ultimo li uccide, poi Rowena fa a una delle sue allieve "l'incantesimo della bestia", che la rende aggressiva e forte, in modo da attaccare i fratelli Winchester. Sam affronta la ragazza mentre Dean insegue Rowena, che viene abbandonata dalla sua seconda allieva, avendo capito quanto la strega sia crudele. Dean le punta contro la pistola, ma poi arriva Cole che lo affronta, dando a Rowena la possibilità di scappare. Cole, credendo che Dean sia ancora un demone, gli butta addosso l'acqua benedetta, che non ha alcun effetto contro di lui. Dean gli rivela che ora è tornato a essere un umano: Cole lo affronta ugualmente per vendicarsi di suo padre, ma Dean ha la meglio su di lui. Sam affronta la ragazza che però muore dato che non poteva più sopportare il potere dell'incantesimo, poi raggiunge Cole e Dean. Quest'ultimo spiega a Cole che una creatura soprannaturale aveva preso possesso di suo padre e che lo ha ucciso per salvare Cole, poi gli fa capire che la strada che ha intrapreso lo porterà verso un cammino oscuro se non lascerà perdere, così Sam gli consiglia di tornare dalla sua famiglia e Cole segue il consiglio. Hannah informa Castiel che abbandonerà la missione e lascerà il corpo di Caroline, confessandogli che di recente iniziava a provare sempre di più dei sentimenti umani, specialmente per Castiel, ma che ha percepito il dolore di Caroline quando aveva rivisto suo marito, e che forse è arrivato il momento che gli angeli mettano gli umani al primo posto. Hannah lascia il corpo di Caroline, poi Castiel la riporta da suo marito e i due si abbracciano. Castiel, con il suo computer portatile, scrive il nome di Jimmy Novak su un motore di ricerca e scopre che è ancora ricercato dopo la sua scomparsa. Intanto Gerald informa Crowley che i suoi demoni hanno catturato Rowena; il re dell'Inferno entra nella cella dove la strega è tenuta prigioniera rimanendo basito nel vederla: infatti Rowena è sua madre.
- Supernatural Legend: Demoni, Angeli, Stregoneria
- Guest star: Erica Carroll (Hannah/Caroline), Travis Aaron Wade (Cole Trenton), Ruth Connell (Rowena)
- Altri interpreti: Michael Antonakos (Raul), Chelsea Hobbs (Catlin), Kirsten Comerford (Elle), Elysia Rotaru (Shaylene Johnson)
- Musiche: Toi Et Moi (Pamela Clay)
- Ascolti USA: 2 290 000 telespettatori[6]

## Raduno di sceriffi
- Titolo originale: Hibbing 911
- Diretto da: Tim Andrew
- Scritto da: Jenny Klein e Phil Sgriccia

### Trama
Hibbing, Minnesota. Jody Mills prende parte a un raduno di sceriffi, malvolentieri, e lì conosce lo sceriffo di Stillwater, Donna Hanscum (che i Winchester conobbero in La cura miracolosa), che cerca di fare amicizia con lei, ma Jody la trova pedante e fastidiosa. Al raduno c'è anche Doug, l'ex marito di Donna, il quale si diverte a ridicolizzarla. Jody e Donna parlano con un altro sceriffo, che rivela alle due che in città un giovane writer è stato ucciso, quasi completamente spolpato; la cosa strana è che oltre al segno di morso non sono stati rinvenuti altri segni e ferite sul corpo della vittima. Donna e Jody decidono di indagare: quest'ultima telefona ai Winchester, che intanto cercano informazioni sul marchio di Caino tra gli archivi degli Uomini di Lettere, senza però trovare nulla di utile. Jody chiede a Sam se lui e suo fratello possono raggiungerla per aiutarla sul caso che lei trova fin troppo strano. Un'altra vittima è stata uccisa nello stesso modo del writer, inoltre sembra che l'assassino si diverta a prendere un effetto personale della vittima; nel caso della prima la cintura, mentre il portafogli per quanto riguarda la seconda. Dean e Sam arrivano a Hibbing fingendosi due federali; Donna li riconosce, però lei crede ancora che i due siano veramente federali ignorando quale sia il loro vero lavoro. Dean e Sam parlano con lo sceriffo locale, Len, chiedendogli se c'è un video dell'aggressione, ma lui risponde di no. Intanto Doug si diverte a prendere in giro Donna, quindi Jody prende le sue difese e lo insulta. Però Donna non apprezza il gesto, al contrario se la prende con Jody dicendole che anche se il suo ex marito è un idiota lei non ha il diritto di insultarlo perché lei non può capire cosa significhi perdere un marito. Subito dopo Donna, vedendo lo sguardo colmo di tristezza di Jody, capisce che lei in realtà ha perso suo marito; infatti Jody ripensa a quando lui è morto, ucciso dal loro bambino quando divenne uno zombie, dunque Donna si scusa con lei. Dean, sentendo che Len nasconde qualcosa, parla con il suo vice, Graham, il quale confessa che c'era una ripresa video dell'aggressione ma che Len l'ha manomessa. Nel frattempo Donna vede Len vicino al cadavere di uno sceriffo appena ucciso, e i denti di Len diventano simili a quelli di un mostro. Donna riferisce la cosa a Jody, le due quindi vanno nella casa di Len, poi arrivano i Winchester che Jody aveva precedentemente avvertito; alla fine confessano a Donna la verità, ovvero che il soprannaturale esiste e che loro sono cacciatori, aggiungendo anche che Len probabilmente è un vampiro. Poi Donna fa vedere ai Winchester un foglio di carta trovato nella casa di Len che lei aveva ricalcato con una matita evidenziando una scritta, una sorta di indirizzo. Sam scopre che si tratta di una fattoria che si trova fuori città; quindi Dean, Sam, Jody e Donna vanno lì, e incontrano Len che li invita ad andarsene, ma i quattro vengono aggrediti e legati da un gruppo di vampiri. A capo del gruppo c'è la giovane vampira Starr; Len spiega che lui è un vampiro e che è stato lui a trasformare Starr prendendosi cura di lei dato che era stata abbandonata dalla sua famiglia. Lui e i vampiri del suo gruppo si nutrivano delle persone facendo loro del male, ma Len, che era stanco di arrecare dolore, decise di lasciare il gruppo e di cambiare vita diventando uno sceriffo. Starr lo rivoleva nel gruppo provocandolo causando le morti nella sua città, però poi Starr lo uccide decapitandolo. Dean e Donna si liberano dalle corde e affrontano i vampiri, Donna decapita Starr mentre Dean uccide gli altri vampiri. Dean e Sam, finita la missione salutano Donna e Jody, poi Dean parlando con suo fratello ammette che questa volta non ha ucciso a causa dell'influenza del marchio di Caino, avendo avuto pieno controllo delle sue azioni per la prima volta dopo tanto tempo. Sam afferma che questa è una cosa positiva, tuttavia Dean è ugualmente preoccupato, conscio che non potrà tenere a freno per sempre il potere del marchio.
- Supernatural Legend: Vampiri
- Guest star: Kim Rhodes (sceriffo Jody Mills), Briana Buckmaster (sceriffo Donna Hanscum), Morgan Taylor Campbell (Starr)
- Altri interpreti: Fred Ewanuick (sceriffo Len Cuse), Aren Bucholz (Vicesceriffo Graham), Andy Nez (sceriffo Kevin Ott), Michael Karl Richards (sceriffo Doug Kontos), Marina Pasqua (sceriffo Goodhill)
- Musiche: All I Know (Jive / 43 BPM) (Jim Wolfe)
- Ascolti USA: 2 360 000 telespettatori[7]

## Le cose lasciate in sospeso
- Titolo originale: The Things We Left Behind
- Diretto da: Guy Norman Bee
- Scritto da: Andrew Dabb

### Trama
Pontiac, Illinois. Un'adolescente viene portata in un centro di detenzione per taccheggio, poi riceve la visita di Castiel, il quale si finge suo padre. Infatti la ragazza in questione è Claire Novak, la figlia di Jimmy Novak, il tramite umano di Castiel. Dopo che Hannah ha lasciato il suo tramite per permetterle di continuare a vivere la sua vita, in Castiel è sorto il desiderio di vedere quali sono state le conseguenze per la famiglia di Jimmy, dopo che lui abbandonò tutto per diventare il tramite dell'angelo. Claire capisce subito che quello che ha davanti è Castiel e gli dice che non vuole avere niente a che fare con lui perché, da quando l'angelo ha preso suo padre, la sua vita è peggiorata: sua madre l'aveva abbandonata dalla nonna ma, dopo la morte di quest'ultima, Claire è passata da una casa famiglia all'altra. Claire chiede a Castiel se suo padre è ancora lì, dentro il suo corpo, ma Castiel gli rivela è morto, perché anche se è stato riportato in vita, dopo che Lucifero lo uccise, il legame che esisteva tra l'anima e il corpo di Jimmy svanì, infatti ora Jimmy è in Paradiso. Castiel vuole farsi perdonare da Claire, lei allora gli chiede di farla uscire di lì con la scusa che, essendo suo padre, si farà carico di lei, ma l'assistente sociale, in base alle argomentazioni poco convincenti di Castiel, rifiuta l'offerta, quindi lui aiuta la ragazza a scappare, facendo addormentare la guardia di sicurezza. Claire nota che Castiel è molto cambiato dall'ultima volta che lo vide, infatti non è più la persona fredda di un tempo. L'angelo insiste per prendersi cura di lei, ora che non ha più una famiglia, ma Claire vuole proseguire per la sua strada da sola: con uno stratagemma riesce a rubare il portafogli a Castiel e a scappare. Intanto Rowena, ancora prigioniera, chiede ai servitori di Crowley di parlare con suo figlio che accetta la sua richiesta ma la rimprovera per averlo abbandonato quando aveva ancora otto anni e per essere stata una pessima madre. Rowena cerca di ingraziarsi il figlio, dato che ora è il Re degli Inferi, con l'obiettivo di trarne qualche vantaggio personale. Castiel chiama Dean e Sam, i quali decidono di aiutarlo a ritrovare Claire, ma Dean consiglia all'angelo di non sprecare troppo tempo a rimuginare sulle sue colpe. Inoltre Dean confessa che non sa se riesce a controllare l'influenza malvagia che il marchio di Caino esercita su di lui, dunque gli chiede un favore: se un giorno perderà il controllo, Castiel dovrà ucciderlo, perché non vuole tornare a essere un mostro. Sam chiede all'assistente sociale qualche informazione su Claire, la quale gli spiega che la ragazza è amica di Dustin Tate, un altro orfano cresciuto nella casa famiglia. Dean, Sam e Castiel raggiungono Dustin e viene costretto a rivelare dove si trova Claire; quindi il ragazzo confessa che Randy, un uomo che si prende cura di loro, ha spinto Claire a rapinare un minimarket per racimolare dei soldi, dato che l'uomo è in debito con uno strozzino. Infatti anche se la rapina dovesse finire male, Claire è ancora minorenne e quindi la passerebbe liscia. Proprio mentre Claire si apprestava a rapinare il minimarket, Castiel riesce a fermarla, ma lei si arrabbia, sostenendo che Castiel non ha il diritto di dirle cosa deve fare dato che le ha rovinato la vita portandole via suo padre, rivelando di aver passato tanto tempo a pregare, sperando che un giorno Castiel avrebbe riportato indietro Jimmy. Claire è consapevole che Castiel vuole aiutarla solo per attenuare il suo senso di colpa, inoltre esprime pure la sua rabbia nei confronti di Sam e Dean perché non fecero nulla per impedire a Castiel di prendere possesso del padre, quindi decide di andarsene, tornando da Randy. L'angelo e i due cacciatori vanno a bere in un bar, Castiel si sente in colpa, non avendo mai capito quanto fosse importante per Claire avere una figura paterna presente, infatti Castiel queste cose non le comprende dato che non ha mai incontrato suo padre, ovvero Dio. Poi Dean gli racconta una storia su di lui e sul suo defunto padre John, dicendogli che a prescindere dalle loro divergenze lui ha sempre cercato di crescere Dean nel migliore dei modi. Intanto Rowena cerca di conquistarsi la fiducia di Crowley dicendogli che uno dei suoi demoni, Gerald, contrabbanda anime di nascosto. Le accuse della strega vengono sostenute da una sua complice, nonché compagna di cella; Gerald, in un impeto di rabbia, cerca di strangolare Rowena, ma Crowley lo uccide con la lama angelica e infine decide di liberare sua madre. Claire torna da Randy ma in casa sua c'è lo strozzino venuto a riscuotere il debito, insieme ai suoi uomini. Lo strozzino propone un accordo a Randy: il debito verrà annullato ma solo in cambio di qualche favore sessuale da parte di Claire, la quale naturalmente non vuole. Ma proprio quando il criminale stava per abusare di lei, arrivano Dean, Sam e Castiel a salvarla. Poco prima di andarsene Dean riceve delle provocazioni dagli uomini dello strozzino e, non riuscendo a controllare il potere del marchio di Caino, cede all'istinto omicida, uccidendo Randy e tutti i criminali lì presenti. Poi dopo aver ripreso lucidità, Dean rimane a terra in ginocchio, prendendo atto dell'atrocità da lui appena commessa.
- Supernatural Legend: Angeli, Demoni, Strega
- Guest star: Ruth Connell (Rowena), Kathryn Newton (Claire Novak)
- Altri interpreti: Roark Critchlow (Randy), Viv Leacock (Gerald), Jennifer Copping (Sandra Phelan), Jake Guy (Dustin Tate), Thomas Newman (Salinger)
- Musiche: Quiet Village (Martin Denny)
- Ascolti USA: 2 810 000 telespettatori[8]
- Note: Episodio più visto dopo quattro anni[9]

## I giochi del cacciatore
- Titolo originale: The Hunter Games
- Diretto da: John Badham
- Scritto da: Eugenie Ross-Leming e Brad Buckner

### Trama
Crowley fa un sogno dove i suoi demoni lo circondano e poi lo pugnalano. Quando si risveglia, Rowena gli resta accanto ma lui la tiene a distanza; in realtà è stata la strega a indurgli quel sogno con un maleficio. Castiel e Sam, nel bunker degli Uomini di Lettere, discutono su ciò che Dean ha fatto a Randy perché anche se era una persona poco rispettabile non meritava quella fine. I due vengono interrotti da Dean il quale è consapevole di aver sbagliato e vuole sbarazzarsi del marchio di Caino al più presto, ma Castiel afferma che non sarà un'impresa facile perché il marchio ha origini antiche, dunque propone di farsi aiutare da Metatron, facendolo evadere momentaneamente dalla prigione del Paradiso. Inoltre Castiel cerca di aiutare Claire a rimettersi in sesto ma lei non vuole il suo aiuto perché lo vede come la persona che gli ha portato via suo padre e, come se non bastasse, Dean ha ucciso Randy, l'unica persona che si prendeva cura di lei; Castiel le fa notare che quando quel malvivente stava per abusare di lei, Randy non aveva mosso un dito per proteggerla, ma a Claire non importa perché per lei Dean è solo un mostro. Metatron viene portato al bunker e sottoposto a delle domande su come salvare Dean dal marchio di Caino. Lo scriba è piuttosto sorpreso nell'apprendere che Dean è ancora vivo dato che credeva di averlo ucciso, poi ipotizza che sia diventato un demone, ma alla fine comprende che il marchio lo sta semplicemente plagiando. Metatron rivela che per eliminare il marchio di Caino serve la Prima Lama, quindi Dean telefona a Crowley e gli chiede di recuperare l'arma. Il re dell'Inferno incontra i fratelli Winchester per parlarne da vicino, ma intanto Rowena con un incantesimo ascolta la loro conversazione. Crowley decide di aiutarli e rivela anche dove tiene nascosta la Prima Lama, ignaro del fatto che Rowena ha ascoltato tutto. Intanto la strega inganna Guthrie, uno dei servitori di Crowley, e lo spinge a rubare la Prima Lama, poi Rowena lo uccide, e quando Crowley vede il suo cadavere le chiede delle spiegazioni. Rowena mente al figlio dicendogli che Guthrie ha rubato la Prima Lama con l'intenzione di uccidere Crowley e che stava diffondendo il malcontento tra i demoni per rivoltarli contro di lui poiché il demone è ancora in combutta con i Winchester. Ciò che vuole Rowena è portare Crowley alla paranoia per fargli credere che lei è l'unica di cui può fidarsi. Nel frattempo Claire fa amicizia con due ragazzi poco raccomandabili che si offrono di uccidere Dean. Crowley telefona a Dean dicendogli che ha la Prima Lama, ma che gliela darà solo quando saprà come usarla per eliminare il marchio di Caino. Intanto Dean cerca di convincere Metatron a rivelargli il sistema per distruggere il marchio, ma lui lo informa che vuole dei favori in cambio; a quel punto Dean sigilla la porta e inizia a torturare l'angelo: il cacciatore è ancora in collera per tutto ciò che ha fatto, ovvero rubato la grazia a Castiel, indotto Gadreel a uccidere Kevin, scatenato la guerra tra angeli e l'averlo ucciso. Metatron sottolinea l'ipocrisia di Dean perché è stata anche colpa sua se Kevin è morto dato che è stato lui a permettere a Gadreel di prendere possesso di Sam senza informare il fratello, aggiungendo che tutte le persone che lui conosce muoiono perché lui le abbandona. Dean inizia a torturare Metatron con la lama angelica e alla fine lui, straziato dal dolore, dice che "il fiume deve tornare all'origine", poi arrivano Sam e Castiel, quest'ultimo sfonda la porta e Sam ferma suo fratello. Castiel, per niente contento del modo in cui Dean si è comportato, riporta Metatron in Paradiso. Sam fa tenere presente a Dean che Caino per anni è riuscito a resistere al marchio e pertanto il potere che esso esercita non è assoluto, avanzando quindi l'ipotesi che forse è Dean che ama cedere al suo lato oscuro. Claire telefona a Dean e gli dà appuntamento, lui giunge sul posto e i due ragazzi conosciuti da Claire si apprestano ad aggredirlo, ma lei capendo che questo è sbagliato lo avvisa del pericolo. Dean affronta i due ragazzi avendo la meglio su di loro, poi se ne va via senza rivolgere la parola a Claire. Quest'ultima si mette in viaggio e viene raggiunta da Castiel in auto: lui l'ha trovata perché lei, inconsapevolmente lo ha evocato. Lei gli dice che l'angelo aveva ragione, che deve rigare dritto e che deve farlo senza il suo aiuto, aggiungendo che qualche volta potrà venire a trovarla se vuole; le loro strade infine si dividono.
- Supernatural Legend: Angeli, Demoni
- Guest star: Ruth Connell (Rowena), Curtis Armstrong (Metatron), Kathryn Newton (Claire Novak)
- Altri interpreti: Russell Roberts (Guthrie), Bradley Stryker (Tony), Danielle Kremeniuk (Igrid), Celia Reid (Brit), Stormy Ent (guardia del portale)
- Musiche: Long Black Road (Electric Light Orchestra), The Bonnie Banks o' Loch Lomond (Ruth Connell), Scotland The Brave (Ruth Connell)
- Ascolti USA: 2 530 000 telespettatori[10]

## Nessun posto è come casa
- Titolo originale: There's No Place Like Home
- Diretto da: Philip Sgriccia
- Scritto da: Robbie Thompson

### Trama
Topeka, Kansas: Durante la notte, un uomo viene aggredito in casa. Dall'oscurità appare Charlie, apparentemente tornata da Oz, che si scopre essere l'autrice dell'aggressione.
Intanto Dean ha deciso di tenere sotto controllo il marchio di Caino, mentre lui e Sam cercano di capire come eliminarlo. Durante le solite ricerche di casi strani, Sam trova il video dell'aggressione compiuta da Charlie e scoprono che la vittima è Peter Harper, procuratore distrettuale di Topeka, il secondo ad essere stato preso di mira dopo una stenografa del tribunale. I due decidono di indagare e, interrogando Harper, scoprono che Charlie (il cui vero nome è Celeste Middleton) ha chiesto informazioni sull'incidente in cui sono morti i suoi genitori. Il caso era stato velocemente secretato all'epoca e il procuratore era stato corrotto. Dopo un rude intervento di Dean, Harper dice di aver rivelato a Charlie il nome della persona che gli ha dato i soldi: una consigliera locale, Barbara Cordry. I due non riescono a parlare con la consigliera, così si appostano davanti alla sua abitazione ma, sentendo delle urla, i cacciatori irrompono e trovano Charlie che tiene in ostaggio la consigliera. La ragazza sembra molto cambiata dal suo viaggio ad Oz e riesce persino ad atterrare Dean e a scappare. Mentre Dean rinuncia ad inseguirla a causa delle ruote tagliate, si accosta un'auto guidata dalla stessa Charlie. La ragazza spiega che per vincere una guerra a Oz, il Mago ha dovuto separare la parte buona di Charlie da quella cattiva: ora ci sono due Charlie connesse fisicamente, motivo per cui non sarà facile fermare una senza far del male all'altra. A causa delle atrocità compiute dalla Charlie cattiva, la versione buona aveva deciso di non volersi più riunire con lei, perciò la cattiva aveva deciso di vendicare la morte dei genitori e dimostrarle il loro legame. Sam cerca di risalire all'autista ubriaco che causò l'incidente, mentre Dean tenta di controllare i suoi impulsi in segreto. Scoprono che i soldi provenivano da Russel Wellington, il responsabile dell'incidente, che quindi è l'obiettivo della Charlie cattiva. La soluzione è trovare la cattiva e riunire le due anime della ragazza, tornando ad Oz, ma prima occorre sistemare la chiave che conduce al mondo di Oz. Dean vuole occuparsi del recupero della cattiva, ma Sam sembra preoccupato per le sue condizioni. Lui e Charlie intanto si occupano di fare ricerche negli archivi del bunker per riparare la chiave. La Charlie cattiva intanto chiede a Dean di lasciarla parlare con Wellington e gli assicura che dopo lo consegneranno alla polizia; Dean accetta. La Charlie cattiva va da Wellington il quale chiede perdono; lei dice di perdonarlo ma poi lo uccide, lasciando Dean fuori dalla stanza. Nel mentre Sam e Charlie vanno dall'Uomo di Lettere che aveva trovato la chiave per Oz, Clive Dillon.
In un bar Dean incontra di nuovo la Charlie cattiva, le rivela che Sam e Charlie hanno trovato il modo di aggiustare la chiave; perciò lei ruba l'Impala per raggiungerli. Sam e Charlie intanto scoprono che il Mago di Oz è l'alias di Dillon, la parte cattiva. Dillon si offre perciò di essere ferito a morte per fare in modo che il suo alter ego cattivo arrivi nel nostro mondo per curare entrambi. Il Mago infatti si materializza, mentre fuori dalla casa Dean e la Charlie cattiva lottano. Charlie riesce ad uccidere Dillon per fermare il Mago, ma riporta molte ferite dai colpi dati da Dean alla sua controparte cattiva. Le due anime di Charlie alla fine si ricongiungono, ma Dean capisce di non riuscire ancora a controllare il marchio. Cercando altre informazioni nel bunker, i cacciatori vengono a sapere dell'esistenza di un potente libro di incantesimi "Il Libro dei Dannati" che potrebbe aiutare Dean a liberarsi del marchio. Charlie si offre di aiutare i suoi amici e va alla ricerca del libro che si trova in una biblioteca in Toscana.
- Supernatural Legend: Il mago di Oz
- Guest star: Duncan Fraser (Clive Dillon), Barclay Hope (Russell Wellington), Felicia Day (Charlie Bradbury)
- Altri interpreti: Paul McGillion (Peter Harper), Iris Quinn (Barbara Cordry), Paula Burrows (assistente)
- Ascolti USA: 2 060 000 telespettatori[11]

## Un gioco da ragazzi
- Titolo originale: About a Boy
- Diretto da: Serge Ladouceur
- Scritto da: Adam Glass

### Trama
Pendleton, Oregon: un uomo di nome JP viene mandato via da un bar, dopo aver aggredito un cliente, e mentre torna in auto qualcuno si avvicina a lui e lo fa sparire lasciando solo i vestiti. Dean e Sam, spacciandosi per due federali, indagano sulla faccenda e interrogano un senzatetto che ha visto la scena e afferma di aver sentito odore di fiori sulla scena della sparizione. Dean va al bar e interroga il barista il quale afferma che JP non era una brava persona, poi il cacciatore fa amicizia con una donna di nome Tina con la quale beve insieme e parla dei problemi che rendono difficile la sua vita. Appena la donna lascia il bar, viene rapita dallo stesso uomo che aveva fatto sparire JP, ma quando Dean sopraggiunge sul posto resta vittima del misterioso rapitore. Dean, Tina e JP sono tornati adolescenti e sono tenuti prigionieri in una cantina. JP viene portato via dalla sua cella, ma Dean trova il modo di scappare. Sam va al bar per cercare il fratello e vedendo che il barista ha la giacca di Dean lo costringe a dirgli dove l'ha trovata, poi va sul posto indicato dove trova gli effetti personali del fratello e sente odore di fiori. Sam torna al motel e ha l'inaspettata visita di Dean, ancora nelle vesti di un adolescente. I due non sanno darsi una spiegazione, ma attraverso delle ricerche Sam gli dice che probabilmente l'artefice di ciò è una strega, cosa comprovata dal profumo di fiori sulle scene del crimine, di cui le streghe si servono. I due si dirigono nel luogo in cui Dean era prigioniero e quest'ultimo rivela a suo fratello che ora che è tornato adolescente non ha più il marchio di Caino. I due fratelli raggiungono il rifugio e trovano il sequestratore che li supplica di essere risparmiato: egli afferma di essere obbligato a lavorare per una strega che lo costringe a rapire le persone che trasforma in ragazzini con un sacchetto magico, rivelando ai cacciatori che basta stringere il sacchetto per tornare adulti. L'uomo, che si chiama Hansel, per anni è stato trattato come uno schiavo dalla strega: una volta cercò di scappare ma la strega uccise sua sorella, Gretel, e per punirlo lo costrinse a mangiare il cuore. Infatti gli omonimi protagonisti della fiaba sono stati ispirati alla loro storia. Hansel decide di aiutare Sam e Dean a uccidere la strega dato che pure lui la vuole morta, ma quando i tre la raggiungono, purtroppo ha già cucinato e mangiato JP. Poi Hansel colpisce a tradimento i Winchester catturandoli, infatti aveva mentito: lui non è lo schiavo della strega e ha ucciso Gretel di sua volontà. Sam chiede alla strega per quale motivo non si limita a rapire i ragazzini invece che trasformare gli adulti, lei risponde che oggigiorno le sparizioni dei ragazzini creano troppo sgomento e attirano l'attenzione, quindi rapisce adulti problematici di cui nessuno sentirà la mancanza e li trasforma in adolescenti che poi può mangiare. Dean ruba ad Hansel il sacchetto magico e lo stringe, tornando adulto e riacquistando il marchio di Caino; poi accoltella Hansel e lo uccide, infine spinge la strega dentro la fornace della cucina bruciandola viva. I due cacciatori liberano Tina ma il sacchetto magico che doveva ritrasformarla in un'adulta è andato bruciato insieme alla strega. I due promettono a Tina che troveranno il modo di farla tornare come prima, ma lei afferma che preferisce rimanere adolescente e coglie l'opportunità per ricominciare una nuova vita, siccome la vita che faceva prima era troppo problematica e difficile.
- Supernatural Legend: Hänsel e Gretel, stregoneria
- Guest star: Dylan Everett (Dean Winchester da giovane), Lesley Nicol (Katja), Mark Acheson (Hansel), Madeleine Arthur (Tina da giovane), Kehli O'Byrne (Tina)
- Altri interpreti: Jason Wingham (JP), Braydon Brown (JP da giovane)
- Musiche: Ashes, the Rain and I (James Gang), Only a Matter of Time (Headwater), Shake It Off (Taylor Swift)
- Ascolti USA: 2 270 000 telespettatori[12]

## Connessioni mortali
- Titolo originale: Halt & Catch Fire
- Diretto da: John F. Showalter
- Scritto da: Eric C. Charmelo e Nicole Snyder

### Trama
Spencer, Iowa. Billy e Janet sono in viaggio sul loro pick-up: il ragazzo è intento a seguire le indicazioni della sua app di navigazione, che però gli dà delle informazioni sbagliate. Appena l'app comincia a rivolgersi ai due con fare minaccioso, Janet scende dall'auto ma Billy resta intrappolato: l'automobile prende velocità e, cadendo da un ponte, Billy muore. Intanto Sam ha mandato Castiel a stanare Caino nella speranza che possa aiutare Dean con il marchio, ma secondo Dean non ha senso dato che se ci fosse un modo per liberarsene Caino lo avrebbe fatto da tempo, poi convince Sam a indagare sulla morte di Billy. I due, fingendosi agenti dell'FBI, vanno all'università dove Billy studiava e parlando con la sua ragazza viene rivelato che il pick-up sembrava posseduto e che l'auto era di Joey, il defunto fratello di Billy, con il quale aveva litigato prima che morisse in Afghanistan. I due fratelli suppongono che Billy sia stato ucciso dallo spirito vendicativo del fratello, per cui vanno nel deposito di auto rottamate e danno fuoco al pick-up. Una studentessa dell'università, Julie, inizia a chattare su facebook con un utente anonimo, finché non riceve dei messaggi che sembrano spaventare la ragazza. Julie cancella la chat e stacca il caricabatterie del pc, ma sul monitor appaiono i numeri "810" e infine il cavo del computer uccide Julie strangolandola. I Winchester capiscono che non ci sono collegamenti tra Julie e il fratello di Billy, quindi non è il suo spirito a causare tutto ciò. Poi parlano con la compagna di stanza della vittima, Delilah, la quale afferma che, pur essendo molto popolare nella sua confraternita, nessuno odiava Julie. Sam e Dean, risalendo alle chat scoprono che il numero 810 è un indirizzo del posto: lì vive una donna, Corey Silver, vedova del marito, morto in un incidente stradale. Corey parla con i Winchester dicendo loro che una ragazza, che dalla descrizione sembra essere Delilah, porta sempre dei fiori sul luogo in cui suo marito Andrew è morto. Un altro ragazzo dell'università, Kyle, viene ucciso dal suo impianto stereo il cui suono ad alto volume gli ha fatto esplodere il cervello. Dean e Sam parlano con Delilah esigendo da lei delle spiegazioni: alla fine la ragazza ammette che lei, Julie, Kyle e Billy avevano causato l'incidente stradale che ha ucciso Andrew. Infatti Billy era alla guida ma dato che lui e gli altri erano occupati a messaggiare o a fare selfie, Billy si era distratto invadendo la corsia opposta e Andrew per evitarli finì fuoristrada andando a sbattere contro un ripetitore Wi-Fi, morendo. Delilah in verità voleva soccorrerlo ma Billy non glielo permise. Dean rimane insieme a Delilah per proteggerla mentre Sam va sul luogo della morte di Andrew e capisce che lo spirito dell'uomo non è legato a un oggetto ma al Wi-Fi, quindi non c'è modo di esorcizzarlo. Dean e Delilah vengono attaccati dallo spirito di Andrew, intanto Sam va casa di Corey per chiederle delle informazioni. Lei ammette che sapeva già che lo spirito di Andrew era tornato in quanto si era messo in contatto con lei: all'inizio era dolce e affettuoso ma poi divenne ossessionato dalla vendetta. Dean e Delilah sono alle prese con lo spirito di Andrew che però riceve una videochiamata da Corey che gli fa capire che la vendetta non lo riporterà in vita; quindi Andrew, capendo che sua moglie ha ragione, si dissolve trovando la pace. Dean e Sam accompagnano Delilah alla casa di Corey dove finalmente potrà fare ammenda per i suoi sbagli confrontandosi con la vedova; invece Dean convince suo fratello a smetterla di trovare una soluzione per rimuovere il marchio di Caino accettando il fatto che non vi sia rimedio. Dean decide di farsene una ragione e di continuare ad aiutare la gente, l'unica cosa che per lui ha importanza, facendo intendere che quando non riuscirà più a tenere a freno il potere del marchio sarà pronto a morire.
- Supernatural Legend: Fantasmi
- Guest star: Ali Milner (Delilah Marian), Barbara Kottmeier (Corey Silver), Madison Smith (Billy Bass), Debs Howard (Julie Miller)
- Altri interpreti: Jack Evans (Kyle), Jeremy Thorsen (Andrew Silver), Jacqueline Samuda (detective Petranyzk), Maddie Phillips (Janet Novoselic)
- Musiche: Head Full of Doubt/Road Full of Promise (The Avett Brothers), Take Me To Church (Hozier)

## Il canto del boia
- Titolo originale: The Executioner's Song
- Diretto da: Philip Sgriccia
- Scritto da: Robert Berens

### Trama
Polunsky Unit West Livingston, Texas. Tommy Tolliver, un pluriomicida nel braccio della morte detenuto in un carcere di massima sicurezza, riceve, nella sua cella, la visita di Caino, che lo uccide accoltellandolo, poi il demone scompare con il corpo di Tommy. Dean e Sam indagano nel carcere e, guardando le riprese della videocamera, Dean riconosce Caino. Castiel chiama Sam e gli riferisce che ha trovato un terreno con tanti corpi sepolti di persone, tra cui Tommy, uccise da Caino. Il demone si palesa a Castiel rivelandogli che tutte quelle persone erano suoi discendenti. Tutto ebbe inizio quando Abaddon mandò i suoi demoni a dargli la caccia: lui li uccise, tornando a essere il demone crudele e spietato che non riesce a trattenere la sua sete omicida. Caino vuole uccidere tutti i suoi discendenti, molti dei quali, come lui, sono assassini; ma appena Castiel si prepara ad affrontarlo, lui sparisce in quanto l'angelo non è uno dei suoi obiettivi. Castiel va al bunker degli Uomini di Lettere e aggiorna i fratelli Winchester su quali sono le intenzioni di Caino; poi Sam, facendo una ricerca, scopre che Tommy aveva un figlio, Austin, che probabilmente sarà il prossimo obiettivo di Caino. Dean comprende che è arrivato il momento di mantenere la promessa che fece a Caino quando lui gli donò il marchio, ovvero ucciderlo; dato che lui è un Cavaliere dell'Inferno, Dean deve usare l'unica arma che possa ucciderlo, la Prima Lama, che ora è in possesso di Crowley. Dean convince il demone a cedergli l'arma, perché se Caino rimanesse in vita anche Crowley sarebbe in pericolo. Dean, Sam, Castiel e Crowley vanno in una fattoria nell'Ohio, dove vive Austin, poi arriva Caino, con l'intento di uccidere il ragazzino; Castiel cerca di fermarlo però Caino si dimostra troppo forte, sconfiggendo l'angelo facilmente. Austin si nasconde nel fienile, ma Caino lo raggiunge, salvo però rendersi conto che in realtà quello non è Austin, ma un'illusione creata da un incantesimo di Crowley. Caino resta intrappolato nel fienile all'interno di un pentacolo e affronta Dean che impugna la Prima Lama. Caino dice che la sua discendenza è corrotta dall'istinto omicida e, anche se non tutti i suoi discendenti sono assassini, ritiene che sia meglio ucciderli tutti. Infatti dal suo punto di vista, Caino fa tutto questo per il bene dell'umanità, ritenendo la sua discendenza un pericolo; inoltre, anche se era stato proprio lui a chiedere a Dean di ucciderlo, adesso non ha più intenzione di morire, dato che uccidere gli piace troppo. Dean lo affronta, ma il demone lo disarma facilmente, poi impugna la Prima Lama con l'intento di uccidere Dean, dicendogli che in un certo senso gli sta facendo un favore perché se rimanesse vivo diventerebbe un mostro, uccidendo tutte le persone accanto a lui. Alla fine Dean afferra il coltello di Caino e lo usa per tagliargli la mano e riprendere la Prima Lama per ucciderlo. Dean anziché restituire la lama a Crowley, decide di darla a Castiel, dato che lo stesso Dean comprende che l'arma ha su di lui un'influenza troppo forte; inoltre rivela a Crowley di avergli mentito per avere l'arma, dato che Caino non aveva nessuna intenzione di ucciderlo. Crowley poi va via, e ha modo di parlare con Rowena, la quale gli dice che quando aveva saputo che suo figlio era diventato il re dell'Inferno, lei era orgogliosa di lui, ma ora con sua grande delusione lo rimprovera per la facilità con la quale i Winchester lo manipolano. Dean, Sam e Castiel tornano al bunker, l'angelo informa i due fratelli che la Prima Lama è al sicuro, Sam si congratula con suo fratello per come si è comportato, perché nonostante abbia ucciso Caino con la Prima Lama, non ha perso il controllo di sé, ma Sam è anche consapevole che Dean non ha ancora risolto il problema che lo affligge.
- Supernatural Legend: Angeli, Demoni, Caino
- Guest star: Ruth Connell (Rowena), Timothy Omundson (Caino)
- Altri interpreti: Julien Hicks (Austin Reynolds), Roman Blomme (Tommy Tolliver).
- Musiche: Diamond Side Down (Jamie Dunlap, Ryan Franks e Scott Nickoley)
- Ascolti USA: 2 290 000 telespettatori[13]

## Il parassita
- Titolo originale: The Things They Carried
- Diretto da: John Badham
- Scritto da: Jenny Klein

### Trama
Fayetteville, North Carolina. Una donna viene rapita e appesa a testa in giù, poi il suo sequestratore le taglia la gola e beve il suo sangue. Dean e Sam, fingendosi due federali, indagano sulla morte della donna, la quale era un soldato, e vengono informati che il colpevole si chiamava Rick, un altro soldato e che dopo l'omicidio si è tolto la vita dandosi fuoco. Sam e Dean pensano a una possessione demoniaca, poi parlano con la moglie di Rick la quale afferma che suo marito negli ultimi giorni era cambiato. La donna pensa che ciò era dovuto allo stress post traumatico visto che era reduce da una missione, però confida ai due una cosa: la sua pelle diventava sempre più secca, alle volte sanguinava, e beveva molti liquidi per idratarsi. Inoltre rivela ai fratelli Winchester che aveva un amico di nome Kit, un altro soldato, quindi vanno da lui, ma trovano solo la moglie Jemma, la quale afferma che anche Kit, come Rick, negli ultimi tempi beveva molti liquidi. Quindi Sam e Dean comprendono che anche Kit è stato posseduto dalla stessa cosa che ha preso il controllo di Rick. I due fratelli fanno un incontro inaspettato: Cole Trenton, il quale vuole aiutarli dato che Kit era un suo amico nel periodo in cui era sotto le armi, inoltre vuole assicurarsi che Sam e Dean non lo uccidano visto che sono soliti eliminare coloro che vengono posseduti dalle forze oscure. Kit entra in un mini-market dove comincia a bere ininterrottamente e dopo, aver tagliato la gola a un negoziante, beve il suo sangue. Cole, tramite un suo contatto nell'esercito, fa vedere ai fratelli Winchester il video dell'ultima missione di Kit e Rick: i due salvarono un prigioniero in Iraq ma lui, completamente privo di autocontrollo, li aggredì entrambi, da ciò che si sa i due soldati lo uccisero. Dopo quella missione i due sono cambiati. Jemma dopo aver appreso che Kit ha ucciso il negoziante del mini-market, telefona a Cole e gli chiede di aiutare Kit dicendogli che probabilmente ora si trova nel vecchio chalet del padre, quindi Cole, temendo che Dean e Sam possano uccidere Kit, si separa da loro e va da solo allo chalet. I due fratelli però lo seguono e trovano Kit, il quale fa uscire dalla sua bocca un verme che entra poi nella bocca di Cole, infine Kit scappa. Sam e Dean capiscono che si tratta di un verme Khan, come quello creato da Eva, evidentemente Kit e Rick sono stati contaminati dal prigioniero che era posseduto da un verme a sua volta. L'ultima volta che affrontarono il verme Khan usarono l'elettricità per sconfiggerlo, quindi Dean rimane allo chalet con Cole e usa l'elettricità di una batteria per liberare Cole dal verme, mentre Sam segue Kit. Purtroppo l'elettricità non aiuta Cole a espellere dal suo corpo il verme Khan, quindi Dean capisce che si tratta di una tipologia diversa da quella che affrontò l'altra volta, ma poi riflettendo capisce che le persone possedute da questo verme Khan bevono molto perché il parassita ha bisogno di idratarsi, dunque decide di indebolirlo trasformando lo chalet in una "sauna". Intanto Kit torna a casa e aggredisce Jemma, ma poi arriva Sam che la salva e lega Kit. Lo chalet è avvolto dal vapore, Cole parlando con Dean ammette che solo ora capisce le motivazioni che lo spinsero a uccidere suo padre perché solo ora comprende cosa vuol dire essere posseduto da una forza oscura e che suo padre non era più in sé quando Dean lo uccise. Sam spiega a Jemma che è necessario uccidere Kit perché ora è posseduto da un mostro, ma lei non vuole rinunciare a suo marito, però Kit si slega e aggredisce Sam, ma quest'ultimo gli spara alla testa e lo uccide. Il piano di Dean funziona e il verme Khan esce dal corpo disidratato di Cole, infine Dean lo schiaccia e lo uccide. Jemma decide di coprire Sam quindi la versione che darà alle autorità è che Kit era diventato un uomo violento e che la stava aggredendo, e che lo ha ucciso per autodifesa. Cole saluta i fratelli Winchester e torna dalla sua famiglia, Sam però si sente in colpa per non aver salvato Kit, ma Dean gli dice che nel loro lavoro devono cercare di fare sempre la cosa giusta anche se qualche volta, inevitabilmente, succede che degli innocenti possano morire.
- Supernatural Legend: verme Khan
- Guest star: Travis Aaron Wade (Cole Trenton)
- Altri interpreti: Michelle Morgan (Jemma Verson), Richard de Klerk (Kit Verson), Helena Marie (Beth Willis), J. Alex Brinson
- Ascolti USA: 1 730 000 telespettatori[14]

## Il dipinto maledetto
- Titolo originale: Paint It Black
- Diretto da: John F. Showalter
- Scritto da: Brad Buckner e Eugenie Ross-Leming

### Trama
Worcester, Massachusetts. Un uomo esce da una chiesa cattolica e poi si toglie la vita. I fratelli Winchester decidono di indagare dato che altre persone sono morte dopo essersi confessate lì: infatti un uomo viene accoltellato allo stomaco dalla moglie, la quale era posseduta da una strana forza. I due cacciatori scoprono che le vittime avevano qualcosa in comune: erano infedeli verso le proprie partner. Intanto Rowena chiede a Crowley di aiutarla a sconfiggere la Grande Congrega, la setta di streghe più potente che esista, della quale un tempo anche lei ne era parte finché non se le fece nemiche, e ora vogliono ucciderla. Una suora del convento, sorella Mathias, confessa ai Winchester che l'artefice delle morti è lo spirito di Isabella: era una giovane suora che nel 1520 si era innamorata di un pittore fiorentino, Piero Mutti, posando per lui come soggetto, ma l'interesse non era corrisposto. I genitori di Isabella, stufi della sua infatuazione amorosa, la rinchiusero in un convento, ma lei morì condannata al rogo per aver ucciso Piero dopo averlo sorpreso a letto con una donna. Mathias rivela ai due fratelli che quando lei morì i suoi genitori diedero tutti i suoi averi alla chiesa che qualche settimana prima erano giunti alla chiesa di Worchester, tra cui il diario di Isabella; Dean ordina a Sam di bruciare il diario della ragazza sicuro che il suo spirito sia legato a esso. Nel frattempo Crowley cattura Olivette, la grande sacerdotessa della congrega e la porta da sua madre. Rowena, compiaciuta, inizia a torturarla, poi Olivette le confessa che la Grande Congrega non è più così potente da quando gli Uomini di Lettere diedero loro la caccia rivoltando la chiesa contro la congrega e seminando il panico tra la gente. Inoltre hanno rubato i loro incantesimi più potenti, per poi confinarli nei loro bunker inaccessibili. Rowena è sollevata nel sapere che la congrega che tanto temeva ora non costituisce più un pericolo e per vendicarsi decide di trasformare Olivette in un criceto. Facendo delle ricerche, Rowena scopre che i Winchester sono gli ultimi discendenti degli Uomini di Lettere e si mette sulle loro tracce per recuperare gli incantesimi. Nel frattempo lo spirito di Isabella prende possesso del corpo di Mathias e cerca di uccidere Dean; intanto Sam, che non ha bruciato il diario di Isabella, lo legge e scopre che Piero chiese alla ragazza un po' del suo sangue per dipingere il ritratto della ragazza, ma lei gli diede anche il suo dito così che Piero potesse usare anche le sue ossa per completare il suo dipinto che aveva Isabella come soggetto. Quindi Sam capisce che lo spirito di Isabella non è legato al diario, ma al dipinto, che fortunatamente è tra le cose che la chiesa ha ricevuto in dono qualche settimana prima. Sam brucia il quadro e lo spirito di Isabella abbandona il corpo di Mathias. In viaggio sull'Impala, Dean e Sam discutono; quest'ultimo gli dice che il marchio di Caino non è necessariamente una condanna a morte e che sicuramente esiste un modo per debellarlo.
- Supernatural Legend: Fantasmi, Demoni, stregoneria
- Guest star: Ruth Connell (Rowena), Rachel Keller (Sorella Mathias), Teryl Rothery (Olivette).
- Altri interpreti: Peter J. Gray (Piero Mutti), Catherine Michaud (Isabella), Steve Curtis (Padre Delaney).
- Musiche: Scotland the Brave (Ruth Connell)

## Il basista
- Titolo originale: Inside Man
- Diretto da: Rashaad Ernesto Green
- Scritto da: Andrew Dabb

### Trama
Sam e Castiel vanno a casa di un sensitivo di nome Oliver Pryce e con il suo aiuto si mettono in contatto con l'anima di Bobby che si trova in Paradiso.
24 ore prima: Sam scopre che Dean è tormentato da incubi, ma lui cerca di tenere il suo problema nascosto. Dato che non ci sono casi da risolvere, i fratelli Winchester decidono di prendersi la serata libera: Sam però con la scusa di andare a vedere un film, incontra Castiel e i due decidono di prelevare Metatron dalla prigione del Paradiso dato che lui sembra conoscere il modo per rimuovere il marchio di Caino. Tuttavia l'accesso per il Paradiso ora è vietato a Castiel, infatti Hannah, che ora ha un tramite maschile, informa i due che non permetterà a Metatron di uscire di prigione per paura che possa scappare essendo lui pericoloso; Castiel giura che sarà prudente ma Hannah è sicura del fatto che Sam e Castiel faranno qualche sciocchezza dato il loro ardente desiderio di aiutare Dean. Quest'ultimo intanto va in un bar e gioca a biliardo con alcuni ragazzi finché non arriva Rowena che manipola le loro menti affinché aggrediscano Dean, ma lui riesce ad avere la meglio. Poi Rowena usa su di lui un maleficio che però non sortisce alcun effetto e, dopo aver rivelato di essere la madre di Crowley, sparisce. Tornando alla scena iniziale dell'episodio, Sam e Castiel vanno da Oliver Pryce, un sensitivo che fu addestrato dagli Uomini di Lettere affinché perfezionasse i suoi poteri psichici, quindi gli chiedono aiuto e si mettono in contatto con l'anima di Bobby. Castiel gli dice che, dato che la sua anima si trova nel suo Paradiso personale, deve uscire di lì, addentrarsi tra i corridoi del Paradiso e aprire un passaggio secondario dal quale Castiel lo raggiungerà. Rowena si autoinfligge delle ferite e poi va da suo figlio dicendogli che è stato Dean a ridurla così. Crowley le chiede perché ha cercato di ucciderlo, lei risponde che i fratelli Winchester, a suo dire, abbiano reso Crowley un debole e che vuole sbarazzarsene per aiutarlo a tornare a essere un uomo forte, ma lui afferma che l'amicizia che ha con i Winchester gli è utile solo per trarne vantaggio personale. Rowena gli confessa di aver usato un suo maleficio contro Dean ma che stranamente non ha avuto alcun effetto sul cacciatore, Crowley le spiega che il maleficio non ha funzionato perché il marchio di Caino protegge Dean, però Rowena afferma che il marchio per quanto potente è pur sempre una maledizione e pertanto può essere annullata. Intanto in Paradiso gli angeli scoprono dell'evasione di Bobby: quest'ultimo fa uscire tutte le anime dai loro paradisi privati creando una piccola rivolta e, approfittando del diversivo, riesce ad aprire il passaggio dal quale Castiel ha accesso. Castiel e Bobby raggiungono la cella di Metatron e lo fanno evadere. Crowley incontra Dean al bar, quest'ultimo gli dice che non ha torto un capello a sua madre, infatti Crowley gli crede. I due riflettono sul fatto che entrambi sono cambiati molto, poi Crowley informa Dean che esiste un modo per spezzare la maledizione del Marchio di Caino, ma il cacciatore non sembra interessato. Inoltre Dean spiega a Crowley che non deve prestarsi ai giochi di sua madre solo perché è suo figlio, dato che essere una famiglia significa dare invece che avere, e spalleggiarsi sempre, mentre Rowena non ha mai fatto nulla di tutto ciò per lui. Metatron, una volta evaso, fa presente a Sam e Castiel che è lui ad avere il coltello dalla parte del manico dato che solo lui conosce il modo per distruggere il marchio, oltre a sapere dov'è la grazia di Castiel, però quest'ultimo gli toglie la grazia, quindi Metatron ora è solo un umano, Sam gli spara alla gamba e lo minaccia di morte. Metatron confessa che non ha idea di come rimuovere il marchio e che il suo obiettivo era quello di temporeggiare fino a quando non sarebbe riuscito a scappare. Crowley manda via Rowena dicendole che anche se è stata lei a metterlo al mondo non la considera una madre per tutto quello che ha fatto, così lei se ne va dicendogli che prima o poi Crowley perderà tutto ciò che ha. Sam permette a Castiel di portare via Metatron così che lo aiuti a ritrovare la sua grazia, e lui dà a Sam una lettera da parte di Bobby dove c'è scritto che lo considera un uomo buono, uno dei migliori che conosce, ma che non deve agire alla spalle di Dean, in quanto è sicuro che farà la scelta giusta.
- Supernatural Legend: Angeli, Demoni, stregoneria, Paradiso
- Guest star: Jim Beaver (Bobby Singer), Ruth Connell (Rowena), Curtis Armstrong (Metatron)
- Altri interpreti: Richard Newman (Oliver Pryce), Fraser Corbett (guardia angelica), Lee Majdoub (Hannah/guardia angelica)
- Musiche: The Gambler (Kenny Rogers), Lydia (Peter Nathanson & Rodolphe Perroquin), Ain't Going Back (Simon Stewart), Shakin' The Blues (Paul Lenart)
- Ascolti USA: 1 740 000 telespettatori[15]

## Il libro dei dannati
- Titolo originale: Book of the Damned
- Diretto da: P.J. Pesce
- Scritto da: Robbie Thompson

### Trama
Castiel e Metatron sono in viaggio alla ricerca della grazia, mentre Dean informa Sam su ciò che Crowley gli ha riferito: ovvero che il marchio di Caino è una maledizione e che di conseguenza esisterebbe un modo per annullarla. Intanto Charlie telefona ai due fratelli da una cabina telefonica chiedendo il loro aiuto: la ragazza è entrata in possesso del "Libro dei dannati" dove sono trascritte tutte le maledizioni più oscure. Purtroppo però il libro è scritto in una strana lingua che Charlie sta cercando di tradurre e inoltre i membri di una famiglia molto potente vogliono il libro e le stanno dando la caccia, localizzandola attraverso una speciale bussola che rileva il potere del libro. Intanto, in una stazione di servizio, Metatron ha modo di sperimentare i pregi e gli inconvenienti dell'essere umani, poi lui e Castiel vengono attaccati da un cherubino, che da tempo desiderava uccidere Metatron e Castiel accusandoli di aver rovinato il Paradiso, ma Metatron lo uccide salvando Castiel. Dean e Sam raggiungono la loro amica e la portano nel rifugio di Rufus; Charlie spiega ai Winchester che il libro venne scritto da una suora che ebbe visioni oscure, le pagine sono fatte della sua pelle mentre le scritte con il suo sangue, sembra che nel corso dei secoli molti si siano serviti del libro dei dannati tra cui culti, congreghe e anche il Vaticano. Dean intanto fa delle ricerche sulla famiglia che sta dando la caccia a Charlie in cerca del libro dei dannati, scoprendo che si tratta della famiglia Styne, famosi per via del potere e dell'influenza che esercitano, infatti in passato aiutarono anche i nazisti arricchendosi. Castiel e Metatron vanno in una biblioteca, quest'ultimo rivela che a nascondere la grazia di Castiel è stato un angelo al suo servizio e che ha lasciato degli indizi in alcuni libri; mentre cercano la grazia, Metatron fa notare a Castiel che la sua esistenza non ha più senso dato che, anche se trovasse la sua grazia, poi non saprebbe cosa farci, siccome dopo tutto quello che ha fatto non è più benvenuto in Paradiso. Dean cerca di convincere Sam a lasciar perdere perché lui sente l'energia del marchio pulsare quando si avvicina al libro; ciò vuol dire che è proprio il marchio a volere la sua stessa distruzione e se ciò avverrà sicuramente non comporterà nulla di buono. Sam però non vuole arrendersi, ma Dean gli fa tenere presente che lui si arrabbiò quando suo fratello maggiore non gli permise di sacrificarsi per chiudere le porte dell'Inferno e che ora il suo comportamento non è diverso da quello di Dean. Metatron fa un incantesimo per indebolire Castiel, ma l'angelo trova la sua grazia in uno dei libri, rientrando il possesso dei suoi poteri. Intanto Metatron ha trovato la tavola dei demoni in uno dei libri e proprio mentre stava per cercare la grazia di Castiel si rende conto che l'angelo l'ha già presa, così scappa. Dean va in un supermercato e lì trova Jacob Styne, insieme ai suoi sicari: lui vuole il libro e quindi cattura Dean, notando con suo grande stupore che è in possesso del marchio di Caino. Dean si libera e uccide uno dei suoi sicari, mentre Sam, da solo con Charlie, le rivela che lui ama essere un cacciatore ma che esserlo non ha senso senza suo fratello, per questo vuole salvarlo a ogni costo. Poi vengono raggiunti da Dean che convince suo fratello a bruciare il libro dei dannati perché è troppo pericoloso. In seguito vengono raggiunti da Jacob e i suoi sicari, i quali vengono uccisi; Sam brucia il libro e poi uccide Jacob. Dean, Sam e Charlie vanno al bunker e vengono raggiunti da Castiel che li informa di essere nuovamente in possesso della sua grazia, inoltre guarisce Charlie dalle sue ferite. I quattro, nel bunker, decidono di godersi dei momenti di serenità, mangiando e ridendo, ma ciò che tutti ignorano è che Sam non aveva realmente bruciato il libro dei dannati e tra l'altro ha incontrato Rowena affinché gli dia una mano a tradurlo.
- Supernatural Legend: Angeli, stregoneria
- Guest star: Ruth Connell (Rowena), Curtis Armstrong (Metatron), Felicia Day (Charlie Bradbury)
- Altri interpreti: Jeff Branson (Jacob Styne)
- Musiche: The Boys Are Back In Town (Thin Lizzy), Behind Blue Eyes (The Who)
- Ascolti USA: 1 760 000 telespettatori[16]

## Il progetto Werther
- Titolo originale: The Werther Project
- Diretto da: Stefan Pleszczynski
- Scritto da: Robert Berens

### Trama
Saint Louis, Missouri (1973). Suzie, una giovane ragazza che abita in una nuova casa insieme alla sua famiglia, un giorno, sfondando una parete della cantina, trova una stanza nascosta all'interno della quale c'è un'antica scatola. Forzando la maniglia, Suzie urta la testa e sviene, mentre dalla scatola esce una strana energia che prende possesso dei suoi famigliari. Al suo risveglio, Suzie scopre che i suoi genitori e suo fratello si sono tolti la vita.
Nel presente Sam e Rowena vengono a un accordo: lei lo aiuterà a tradurre il libro dei dannati trovando il modo di liberare Dean dal marchio di Caino, ma lui dovrà uccidere Crowley. Comunque la strega lo informa che per tradurre il libro servono dei codici che gli Uomini di Lettere in passato hanno nascosto. Sam fa delle ricerche e ascolta una registrazione negli archivi del bunker dove gli Uomini di Lettere stavano mettendo agli atti, nel 1956, l'espulsione di Sinclair (l'ex Uomo di Lettere che aveva dato a Dean la Prima Lama per poi essere ucciso da quest'ultimo). Infatti è stato lui a nascondere i codici alla Grande Congrega, sigillandoli in una scatola, chiamata "progetto Werther", e proteggendola da una magia che avrebbe portato al suicidio nel caso in cui la scatola venisse forzata. Stando alla registrazione, alcuni Uomini di Lettere si sono tolti la vita testando l'incantesimo della scatola, ed è per questo che Sinclair venne espulso, mentre la scatola venne nascosta in una casa. Sam, trova la casa, apparentemente abbandonata e appena cerca di entrare furtivamente viene sorpreso da Suzie, l'unica della sua famiglia rimasta viva dopo che tutti i suoi parenti si tolsero la vita. Dean raggiunge Sam, il quale non voleva coinvolgerlo dato che non sa che lui sta cercando i codici per tradurre il libro dei dannati (Dean crede ancora che Sam lo abbia bruciato) quindi si limita a dire che all'interno della casa c'è la scatola maledetta degli Uomini di Lettere. In principio avrebbero dovuto sorvegliarla ma questo non fu possibile dato che non c'erano più Uomini di Lettere visto che Abaddon li uccise tutti; Sam gli dice che la scatola deve essere privata della sua magia dato che è troppo pericolosa. Dean entra in casa attirando l'attenzione di Suzie mentre Sam entra di nascosto e trova la scatola. Aprendola, la magia si libera colpendo tutti, a iniziare da Suzie che si spara togliendosi la vita. Dean invece immagina di essere nel Purgatorio e mentre affronta un leviatano, viene salvato da Benny. Sam intanto ha una visione di Suzie che lo accusa di aver causato la sua morte e di essere un egoista dato che per aiutare Dean sta facendo cose alquanto discutibili, affermando che non è Dean quello che ha perso il controllo ma Sam. Poi arriva Rowena che usa la sua magia per liberare la mente di Sam dall'illusione. Sam cerca di convincerla a liberare anche Dean dall'illusione ma la strega gli dice che non ha abbastanza magia per liberare anche suo fratello, quindi cercano di aprire la scatola ma è richiesta una dose letale del sangue di Sam, essendo un discendente degli Uomini di Lettere, quindi il cacciatore di si taglia a un polso versando il sangue nel sigillo. Dean intanto immagina di essere nel Purgatorio con Benny, quest'ultimo gli dice che lui in realtà brama di ritornarvi perché lì doveva combattere e il marchio desidera questo. Tra l'altro nel Purgatorio poteva uccidere senza conseguenze, affermando che il suo piano, ovvero lasciare che siano Sam e Castiel a ucciderlo nel caso lui perda il controllo di sé a causa del marchio di Caino, è crudele da parte sua dato che ciò li farebbe sprofondare nel senso di colpa, e che se vuole veramente evitare di causare danni per colpa di quel marchio, lui deve togliersi la vita, infatti Benny lo sprona a suicidarsi. Dean però non lo fa, conscio che il marchio di Caino in ogni caso non gli permetterebbe di morire, poi Dean va da Sam che rischia di morire a causa del sangue che sta perdendo. In realtà Rowena non è lì con lui, era la magia della scatola che voleva portarlo al suicidio; comunque Dean, per sbloccare il sigillo, versa anche il suo sangue essendo pure lui un discendente degli Uomini di Lettere, che unito a quello di Sam riesce ad aprire la scatola, inoltre impedisce a Sam di morire visto che non ha versato una dose di sangue letale. I fratelli Winchester entrano in possesso dei codici, Dean non ha idea a cosa servano e Sam preferisce non dirglielo. Sam e Rowena si incontrano in un edificio abbandonato, ma Sam con l'inganno la blocca con delle manette anti magia. Il cacciatore le dice che resterà lì finché non avrà tradotto il libro dei dannati con i codici, aggiungendo però che rispetterà la sua parte del patto e ucciderà Crowley.
- Supernatural Legend: stregoneria
- Guest star: Ruth Connell (Rowena), Ty Olsson (Benny), Kavan Smith (Cuthbert Sinclair)
- Altri interpreti: Brenda Bakke (Suzie), Ben Corns (Markham)
- Musiche: I Saw The Light (Todd Rundgren)
- Ascolti USA: 1 780 000 telespettatori[17]

## Cuore d'angelo
- Titolo originale: Angel Heart
- Diretto da: Steve Boyum
- Scritto da: Robbie Thompson

### Trama
Tulsa, Oklahoma: Claire Novak, la figlia di Jimmy Novak, il tramite umano di Castiel, sta cercando sua madre Amelia, quindi va in un bar e chiede informazioni a un certo Ronnie Cartwright, il quale sembra sapere qualcosa su di lei, nonostante continui a negare. Stanco delle continue e pressanti domande di Claire la spinge contro un cassonetto dei rifiuti, facendole perdere i sensi. La ragazza viene ricoverata in ospedale, Castiel viene chiamato dallo staff ospedaliero dato che il numero del suo cellulare era tra i contatti da avvertire in caso fosse successo qualcosa alla ragazza. L'angelo chiama anche Dean e Sam, i quali lo raggiungono. Claire non vuole il loro aiuto, comunque dice loro che sta cercando sua madre, perché nonostante sia arrabbiata con lei per averla abbandonata, poi però la ragazza scappa. Sam decide di cercarla, mentre Castiel e Dean vanno al bar per parlare con Ronnie: Dean inizia a picchiarlo, poi Ronnie confessa che conosceva Amelia, le presentò un uomo, un santone chiamato Peter Holloway, che a quanto pare faceva miracoli. Infatti Ronnie era cieco, ma Peter lo guarì e per sdebitarsi doveva portare al santone delle persone senza legami, di cui nessuno avrebbe mai notato l'assenza. Ma quando Ronnie sorprese Peter mentre si "nutriva" di uno di loro, decise di tagliare i contatti con Peter. Sam intanto ritrova facilmente Claire in un motel, dato che si era registrata proprio con il suo nome. Sam si offre volontario per aiutarla a ritrovare Amelia, poi Claire chiede a Sam per quale motivo lui e Dean fanno i cacciatori, e lui risponde semplicemente che ciò che fanno serve ad aiutare la gente e che questa è una motivazione più che sufficiente. Mentre Castiel e Dean sono in auto, quest'ultimo fa capire all'angelo che anche se aiutare Claire è uno scopo nobile, ma lui non è suo padre, e che a volte le persone vogliono essere lasciate in pace. Intanto Ronnie riceve la visita di Peter, che prima gli toglie la vista, e poi lo uccide, trafiggendolo con una spada. Dean e Castiel raggiungono Sam e Claire al motel, Castiel regala alla ragazza un peluche, dato che questo è il suo compleanno. Poi Sam scopre che Ronnie è stato ucciso, quindi i fratelli Winchester e Castiel, fingendosi dei federali, vanno sulla scena del crimine e, dalla ferita, Castiel capisce subito che è stato un angelo a uccidere Ronnie, ma nota anche qualcosa di strano, infatti la ferita è più larga del solito, quindi non si tratta delle comuni lame angeliche. Castiel e Sam vanno nell'abitazione di Peter, mentre Dean rimane con Claire, infatti Castiel preferisce non averlo intorno perché ha paura dell'influenza negativa che il marchio di Caino ha su di lui, cosa comprovata dal modo in cui aveva picchiato Ronnie per farlo parlare. Mentre sono in auto Sam dice all'angelo che diversamente da Dean, lui è dell'opinione che non ci sia nulla di male se Castiel si prende cura di Claire, perché a suo dire nessuno è felice di stare da solo. Dean porta Claire a giocare al mini-golf, Claire cerca di capire meglio lo stile di vita di Sam e Dean, che sembra votato sul proteggere gli altri, rimarcando però che suo padre non sono riusciti a proteggerlo, ma Dean le dice che Castiel è un eroe che ha salvato il mondo, e che Jimmy lo rese possibile proprio perché gli cedette il suo corpo, quindi anche Jimmy ha contribuito a salvare il mondo, e dunque la sua non è stata una morte vana. Poi a Dean viene un'ispirazione, facendo delle ricerche capisce che l'angelo in questione fa parte una particolare fazione angelica, i Grigori, che usano spade diverse dalle solite. Sam e Castiel raggiungono l'abitazione di Peter, il quale aggredisce Sam e poi conferma la teoria di Dean, lui è un angelo, il suo nome è Tamiel, diversamente dagli altri angeli che vivono nel Paradiso, ai Grigori venne dato l'incarico di vivere sulla Terra e proteggere gli umani, ma considerandoli un abominio, iniziarono a nutrirsi dei frammenti delle loro anime, facendo rivivere nelle loro menti dei bei ricordi, per poi nutrirsi di loro. Castiel trova Amelia, incosciente, insieme ad altre persone, lei poi si risveglia e aggredisce Castiel. L'angelo però la convince a calmarsi e Amelia gli spiega che si rivolse a Tamiel per ritrovare Jimmy, ma da ormai due anni Tamiel le faceva rivivere l'illusione di riabbracciare il marito, nutrendosi della sua anima. La donna però capisce di aver sbagliato, perché la cosa giusta da fare era restare accanto alla figlia. Poi arrivano Dean e Claire, la quale abbraccia sua madre e cerca di metterla in salvo. Castiel, saputo che il nemico faceva parte dei Grigori, rivela che vennero quasi tutti distrutti proprio perché erano diventati troppo pericolosi, ma che un ristretto gruppo, di cui fa parte Tamiel, riuscì a sopravvivere. Tamiel cerca di uccidere Claire, ma Amelia si contrappone tra l'angelo e sua figlia, proteggendola, finendo con l'essere trafitta dalla spada di Tamiel. Castiel, Dean e Sam affrontano Tamiel che ha la meglio su di loro, ma alla fine Claire uccide Tamiel trafiggendolo con la sua stessa spada. Amelia va in Paradiso, dove si ricongiunge con il suo amato Jimmy, dicendogli che Claire è diventata una ragazza forte e determinata. I Winchester fanno salire la ragazza su un taxi, che la porterà da Jodie Mills, che si prenderà cura di lei almeno per un po'. Dean regala alla ragazza un volume sui miti enochiani, poi nota che nello zaino ha la spada di Tamiel, e capendo che lei inizia ad accarezzare l'idea di diventare una cacciatrice, le dice che le persone che prendono questa strada, non vivono a lungo. Claire fa promettere a Dean di prendersi cura di Castiel, poi sia Dean che Castiel dicono alla ragazza che potrà sempre contare su di loro se avrà bisogno di aiuto. Infine Claire abbraccia Castiel e sale dentro il taxi.
- Supernatural Legend: Angeli, Grigori
- Guest star: Kathryn Newton (Claire Novak), Leisha Hailey (Amelia Novak), Treva Etienne (Tamiel)
- Altri interpreti: Russell Porter (Ronnie Cartwright), Gina Chiarelli (Susie), Ellen Ewusie (Sceriffo Coltrane)
- Musiche: Blues Are Turning Black (Stephen Emil Dudas), Mind Y'Own Business (Stephen Emil Dudas), Blue Eyes Crying in the Rain (Willie Nelson)

## La dinastia del male
- Titolo originale: Dark Dynasty
- Diretto da: Robert Singer
- Scritto da: Eugenie Ross-Leming e Brad Buckner

### Trama
Omaha, Nebraska. Una ragazza va in uno studio medico dopo aver risposto a un annuncio su una ricerca. Entrata nello studio incontra il dottore, Eldon Styne, che dopo averla fatta sedere la uccide tagliandole la gola, cavandole poi i bulbi oculari. L'inserviente, sentendo le grida della ragazza, entra nello studio e vede Eldon scappare saltando dalla finestra del terzo piano. La notizia arriva ai Winchester che decidono di indagare. Intanto Rowena dice a Sam che decifrare il libro con i codici richiede tempo, quindi Sam chiama Charlie e le rivela di non aver bruciato il libro dei dannati, convincendola ad aiutarlo a decifrare i codici. Quindi Charlie inizia a lavorare a stretto contatto con Rowena nell'edificio dove lei è tenuta prigioniera, sotto la supervisione di Castiel, che su richiesta di Sam decide di tenere d'occhio la strega, anche se lui e Charlie non approvano le scelte di Sam. I fratelli Winchester, fingendosi agenti dell'FBI, indagano sulla morte della ragazza nello studio medico e guardando le registrazioni della videosorveglianza vedono Eldon uscire illeso dalla caduta, poi Sam nota che il ragazzo ha tatuato sul polso lo stemma della famiglia Styne: infatti Eldon è uno di loro, e questo spiega come sia riuscito a fare quel salto dato che sono soliti potenziare le loro prestanze fisiche. Il padre di Eldon rimprovera suo figlio perché ha attirato troppo l'attenzione a Omaha, poi gli dà l'incarico di trovare Charlie e il libro dei dannati. Charlie cerca di tradurre i codici con uno schema crittografico, Rowena le dice che si identifica in lei affermando che loro due sono simili, a differenza del fatto che Charlie si comporta da sciocca in quanto la sua devozione per i Winchester non la porterà a nulla di buono. Dean fa delle ricerche sulla famiglia Styne scoprendo che molte delle cose peggiori accadute nella storia come l'ascesa del nazismo, la peste nera e la guerra dei cent'anni sono state causate da loro, ma ciò che Dean trova strano e che una famiglia così potente sia comparsa così dal nulla dato che prima del ventesimo secolo non ci sono mai state documentazioni su di loro. Charlie non riesce a concentrarsi a causa di Rowena, quindi chiede a Castiel di uscire per qualche ora. L'angelo, su consiglio di Sam, porta Rowena in un'altra stanza, poi scopre che Charlie, senza dirgli nulla, è sparita. Nel frattempo Olivette, che è ancora all'Inferno, dopo che Rowena l'ha trasformata in un criceto, comunica con Crowley dandogli un'informazione molto importante su sua madre. Dean viene attaccato da Eldon, ma il cacciatore lo sconfigge e lo cattura, poi lui e Sam lo interrogano. Eldon gli rivela che la famiglia Styne si estende in tutto il mondo e nel corso dei secoli è riuscita a lucrare attraverso il malessere generale causando grandi sciagure come il crollo della borsa o l'undici settembre, informandoli che la fonte del loro potere è il libro dei dannati, e che lo rivogliono. Poi gli chiedono per quale ragione ha ucciso quella ragazza prelevandole i bulbi oculari, e il ragazzo confessa che la famiglia Styne preleva gli organi alle persone per fare esperimenti scientifici volti al fine di aumentare le prestanze fisiche della sua famiglia. Eldon rivela che la ragione per cui non ci sono molte documentazioni sugli Styne è perché cambiarono nome, infatti la loro è una delle casate più potenti della storia europea, ovvero la famiglia Frankenstein, che furono costretti a cambiare nome e a nascondersi quando venne pubblicato il libro sui loro esperimenti. Mentre Sam parla al telefono con Castiel, Dean rivela a Eldon che il libro è stato bruciato, ma lui lo informa che il libro dei dannati è eterno quindi non può essere distrutto. Dean capisce che Sam gli ha mentito quindi va da lui per confrontarsi, mentre Eldon si amputa il braccio a cui era ammanettato, liberandosi. Castiel telefona a Sam dicendogli che Charlie è sparita, poi Sam rivela a Dean che non ha bruciato il libro e che Charlie e Castiel lo stanno aiutando a tradurlo. Eldon riceve una soffiata e scopre che Charlie è in un motel, quindi va da lei. La ragazza ha trovato il modo di decifrare i codici, ma appena si accorge di essere seguita da Eldon, lei si chiude nel bagno e poi parla con i Winchester al cellulare. I due fratelli le consigliano di dare a Eldon tutto quello che ha sul libro dei dannati, ma la ragazza non intende condividere con gli Styne quello che ha scoperto, quindi invia una mail contenente tutti i dati sul libro e poi distrugge il suo computer. In viaggio sull'Impala, Sam e Dean si apprestano a raggiungere il motel. Dean rimprovera suo fratello per aver mentito e aver coinvolto Charlie e Castiel, ma Sam gli fa capire che loro gli vogliono bene e che stanno facendo tutto questo per lui, però Dean è ancora in collera con lui per aver messo Charlie in pericolo. I due fratelli raggiungono il motel ma è troppo tardi, infatti Eldon ha ucciso Charlie. I Winchester trovano il suo corpo, privo di vita, nella vasca da bagno.
- Supernatural Legend: Angeli, Demoni, stregoneria
- Guest star: Ruth Connell (Rowena), Markus Flanagan (Monroe Styne), Felicia Day (Charlie Bradbury)
- Altri interpreti: David Hoflin (Eldon Styne), Matt Bellefleur (Eli Styne)
- Ascolti USA: 1 450 000 telespettatori[18]

## Il prigioniero
- Titolo originale: The Prisoner
- Diretto da: Thomas J. Wright
- Scritto da: Andrew Dabb

### Trama
Shreveport, Louisiana. Cyrus, un giovane adolescente della famiglia Styne, litiga con il bullo della scuola. L'alterco viene interrotto da Eli, cugino di Cyrus, che fa rapire il ragazzo da un suo scagnozzo. Dean e Sam danno fuoco al corpo di Charlie dandole un funerale degno di una cacciatrice, pensando ai momenti passati con lei. Sam cerca di fare un discorso, ma Dean non glielo permette accusandolo pesantemente di aver causato la morte dell'amica. Lui si giustifica affermando che lo ha fatto per salvare Dean, essendo l'unica persona importante per lui, ma Dean gli fa notare che è stata Charlie a pagare il prezzo dell'egoismo di Sam, convincendolo a smetterla con le sue ricerche sul marchio di Caino, e aggiungendo che ucciderà gli Styne. Intanto Eldon informa suo padre Monroe che i Winchester lo avevano portato nel loro bunker dove sono conservati volumi magici e propone di rubarli. Poi Monroe obbliga un riluttante Cyrus a usare le parti del corpo del bullo della scuola per sostituire il braccio che Eldon si era amputato per scappare. Dean, con l'aiuto del cacciatore Rudy, rintraccia gli Styne a Shreveport, mentre Sam informa Castiel della morte di Charlie, ma proprio quando aveva deciso di lasciar perdere il marchio di Caino, sul suo cellulare appare l'email che Charlie aveva inviato prima di morire, contenente tutti i codici decifrati. In questo modo Rowena può finalmente tradurre il libro dei dannati. Sam decide quindi di proseguire con il piano e distruggere il Marchio di Caino, Castiel gli chiede se ne è sicuro, Sam gli dice che Dean lo ha sempre aiutato quando era nei guai ed è arrivato il momento di ricambiare il favore. Castiel decide di seguire Dean per evitare che faccia delle stupidaggini, mentre Rowena fa presente a Sam che è arrivato il momento di rispettare la sua parte dell'accordo: uccidere Crowley, altrimenti non lo aiuterà. Intanto Eldon viene mandato nel bunker degli Uomini di Lettere insieme a Cyrus. Dean raggiunge Shreverport ma viene fermato da alcuni poliziotti che lo arrestano senza un valido motivo. Alla stazione di polizia, Dean li aggredisce e con le cattive li costringe a rivelargli per quale ragione lo hanno femato; lo sceriffo gli confessa che è stato Monroe a ordinarglielo e che gli Styne controllano la città. Mentre Crowley è in un diner, riceve una chiamata in cui Dean chiede il suo aiuto ma in realtà è una trappola. Infatti al luogo dell'incontro, Crowley trova Sam pronto ad ucciderlo che gli spara con un proiettile sul quale è incisa una trappola del diavolo, poi usa su di lui una maledizione di Rowena. Crowley estrae il proiettile dal suo corpo e neutralizza la maledizione della madre con estrema facilità, affermando di essere più potente degli incantesimi della madre. Crowley scaraventa Sam contro una vetrata e, nonostante possa ucciderlo, decide di risparmiarlo, chiedendogli di riferire a Rowena che la sua ira si abbatterà su di lei. Dean giunge alla villa degli Styne uccidendo le guardie di sicurezza ma poi viene accerchiato e tramortito. Il cacciatore si risveglia legato a un letto, dove Monroe ed Eli intendono ucciderlo e usare il suo corpo per i loro esperimenti. Dean avverte gli Styne e cerca di far capire a Monroe che il marchio di Caino lo terrà in vita e quando si trasformerà in un demone la volontà di uccidere prenderà il sopravvento. Monroe però ignora le sue parole e appena afferra un bisturi, il Marchio di Caino aumenta la forza di Dean, al punto che riesce a liberarsi dalle cinghie che lo tenevano legato al letto. Prima uccide Eli tagliandogli la gola, poi Monroe dopo che gli ha rivelato che Eldon sta andando al bunker degli Uomini di Lettere. Castiel telefona a Sam riferendogli che nella villa degli Styne sono tutti morti e senza dubbio è opera di Dean. Quest'ultimo va al bunker dove Eldon si appresta ad appiccare un incendio, ma Dean uccide il suo scagnozzo. Poi Eldon, sicuro di poterlo battere, si appresta ad affrontarlo, ma Dean gli spara alla testa e lo uccide. Rimasto solo con Cyrus, quest'ultimo supplica Dean di risparmiarlo dicendogli che lui non è come il resto della sua famiglia, affermando di averli sempre odiati, ma Dean gli dice che anche se ciò è vero, e che per quanto possa combattere la sua natura, un giorno diventerà come loro, quindi gli spara e lo uccide. Dean viene raggiunto da Castiel che cerca di fargli capire che il marchio lo sta cambiando e che non gli permetterà di trasformarsi in un mostro, dato che ora possono tradurre il libro dei dannati e quindi distruggere il marchio. Ma Dean si rifiuta di stare al gioco, conscio che probabilmente distruggere il marchio di Caino avrà delle conseguenze terribili; il cacciatore, diventato ormai troppo violento e aggressivo a causa dell'influenza del marchio, picchia brutalmente Castiel, il quale non riesce nemmeno a difendersi dato che il marchio ha aumentato la forza di Dean oltre ogni limite. Infine Dean si appresta a uccidere l'angelo con la sua stessa lama angelica, ma all'ultimo momento decide di risparmiarlo, poi lascia Castiel da solo dopo avergli detto che la prossima volta, se proverà nuovamente a fermarlo, non sarà così magnanimo.
- Supernatural Legend: Angeli, Demoni, stregoneria
- Guest star: Ruth Connell (Rowena), Markus Flanagan (Monroe Styne)
- Altri interpreti: David Hoflin (Eldon Styne), Connor Price (Cyrus Styne), Matt Bellefleur (Eli Styne), Josh Emerson (Roscoe Styne)
- Curiosità: quando Dean viene fermato dallo sceriffo e gli dà dei documenti falsi, il suo nome era Ashley Williams, come il protagonista della saga cinematografica La casa, interpretato da Bruce Campbell.
- Ascolti USA: 1 750 000 telespettatori[19]

## Il custode del fratello
- Titolo originale: Brother's Keeper
- Diretto da: Philip Sgriccia
- Scritto da: Jeremy Carver

### Trama
Castiel e Sam discutono su cosa fare con Dean, il quale è scappato; l'angelo è dell'opinione che sia necessario fare qualcosa di estremo che potrebbe non piacere a Sam, conscio che distruggere il Marchio di Caino comporterebbe delle imprevedibili quanto devastanti conseguenze, ma Sam non vuole nemmeno sentirlo: per lui salvare Dean è la priorità. Dean intanto è in Nebraska dove lavora a un caso su una ragazza uccisa, mentre la sua amica Crystal è scomparsa. I colpevoli sono dei vampiri. Dean trova il loro covo e li uccide ma anche il cacciatore Rudy, che era andato nel covo per salvare la ragazza, viene ucciso, dato che uno dei vampiri lo aveva preso come ostaggio e Dean aveva provocato il vampiro affinché lo uccidesse. Infine salva Crystal, che però è terrorizzata dalla cattiveria di Dean. Sam e Castiel si accordano con Rowena perché, anche se Charlie aveva decifrato il codice del libro dei dannati, solo Rowena può tradurlo; la strega aiuterà Dean a liberarsi del Marchio di Caino, a patto che possa nuovamente essere libera. La donna spiega che oltre a una ciocca dei capelli di Dean gli servono tre ingredienti: il Frutto proibito, il Vitello d'oro e, infine, il sangue di una persona che lei ama, ma Rowena afferma di non amare nessuno. Castiel legge nella mente della donna e vede una persona di nome Oskar. Intanto Dean, nella stanza di un motel, distrugge ogni cosa dato che è preda della frustrazione, ripensando a Rudy e a tutto il male che sta facendo, così evoca Morte e gli chiede di ucciderlo, avendo capito che non può controllare il male che giace all'interno del marchio di Caino. Ma Morte gli dice che non può perché il marchio ha un potere troppo forte; l'unica cosa che può fare sarebbe passarlo a un'altra persona, ma Dean non ha il coraggio di fare una cosa del genere. Morte gli spiega che il marchio non deve essere assolutamente distrutto perché le conseguenze sarebbero terribili; infatti gli racconta un'antica storia: prima di Dio e degli arcangeli, prima ancora che venne fatta la luce, esisteva una forza maligna chiamata l'Oscurità. Poi Dio e gli arcangeli la sconfissero, vincolandola nel marchio. Dio affidò il marchio al suo angelo prediletto, Lucifero, ma il potere del marchio lo contaminò rendendolo malvagio e invidioso dell'umanità. Così Lucifero lo affidò a Caino e infine quest'ultimo lo diede a Dean. Nel frattempo Castiel evoca Crowley e gli chiede aiuto affinché trovi i tre elementi. Crowley trova Oskar grazie alle informazioni che Olivette gli aveva dato: Oskar è il figlio di due contadini che molto tempo prima furono gentili con Rowena, aiutandola. Lei per sdebitarsi salvò Oskar, che era affetto da un male incurabile, al quale donò l'immortalità. Dean telefona a Sam e gli chiede di raggiungerlo. Arrivato sul posto Dean spiega a suo fratello per quali ragioni il marchio di Caino non deve essere distrutto. Morte gli offre un'alternativa: portare Dean in un luogo lontano dalla Terra, dove non potrà più fare del male a nessuno. Sam non è d'accordo perché lui vuole prima tentarle tutte per salvare l'anima di suo fratello, ma Dean gli fa notare che questo è lo stesso atteggiamento egoista con cui Dean aveva impedito a Sam di sacrificarsi per chiudere definitivamente le Porte dell'Inferno, e che Sam ha fatto fin troppi sbagli per salvarlo dal marchio arrivando anche a sacrificare Charlie. Inoltre lui sostiene che se lo merita affermando che è una persona malvagia, ma Sam non la vede nella stessa maniera, perché anche se Dean non è perfetto, lui è una persona buona, tanto da sacrificare sé stesso pur di non far più del male. Sam poi aggredisce suo fratello, il quale ha la meglio. Morte gli cede la sua falce e gli ordina di uccidere Sam, conscio che proverà a rintracciare Dean ovunque lui lo manderà cercando di distruggere il marchio di Caino non curandosi delle conseguenze. Sam si rassegna capendo che Dean in parte ha ragione e che è giusto da parte sua fermare sé stesso prima che faccia del male a qualcuno diventando un mostro. Dunque Sam decide di lasciarsi uccidere da suo fratello, ma prima gli mostra le foto della loro infanzia e Dean, guardandole, comprende che non può ucciderlo. Dean decide, infine, di uccidere Morte che si polverizza appena viene colpito dalla falce. Crowley porta a sua madre tutto quello di cui ha bisogno per l'incantesimo e, anche se lei vuole bene a Oskar, lo uccide e, con il suo sangue, fa l'incantesimo. Infatti in quel momento un fulmine colpisce il braccio di Dean distruggendo il marchio di Caino. Intanto Rowena riesce a liberarsi e, dando prova del suo enorme potere, fa un incantesimo a Castiel, il quale aggredisce il Re degli Inferi. Dean e Sam, alzando lo sguardo al cielo, vedono dei fulmini che si scagliano sul terreno circostante. Dal sottosuolo emerge una nube oscura che si dirige verso i due fratelli, che cercano di scappare con l'Impala, ma alla fine vengono avvolti dalla nube; ciò che ha profetizzato Morte si è avverato: ora che il marchio di Caino è distrutto, l'Oscurità, dopo tanto tempo, è nuovamente libera.
- Supernatural Legend: Angeli, Demoni, Vampiri, Stregoneria, Morte, Oscurità
- Guest star: Ruth Connell (Rowena), Julian Richings (Morte), Robert Moloney (Rudy)
- Altri interpreti: Roger Haskett (Signor McKinley), Fiona Hogan (Signora McKinley), Darren Mann (J.J. McKinley), Jeffrey Wallace (Reggie), Nathan Dales (Seth/Oskar)
- Musiche: Carry On Wayward Son (Kansas)
- Ascolti USA: 1 780 000 telespettatori[20]